# قبائل اليمن
قبائل اليمن هي القبائل القاطنة ضمن حدود الجمهورية اليمنية. لا توجد إحصائيات رسمية لكن تشير بعض الدراسات إلى أن القبائل تشكل حوالي 85% من تعداد السكان البالغ عددهم 25,408,288 من فبراير 2013. حسب بعض الإحصائيات فإنه يتواجد ما يقارب 200 قبيلة في اليمن وبعضها أحصى أكثر من 400 قبيلة. اليمن أكثر بلدان العالم العربي قبلية من ناحية نفوذ زعماء القبائل وتغلغلهم في مفاصل الدولة  ولمعظم القبائل تاريخ قديم بعضها من أيام مملكة سبأ وفي فترات مختلفة من التاريخ تشكل تحالفات قوية لبناء دول أو إسقاطها رغم أن عموم القبائل تعود إلى أقسام مشتركة بطبيعة الحال، فإن نسب القبيلة يعد ترفا معرفيا في اليمن فهو ليس بأهمية التحالفات. فالقبائل أبعد من أن تكون هياكل مجتمعية متجانسة بأي حال من الأحوال، قد تشترك عدة عشائر في تاريخ و«نسب» مشترك ولكن القبيلة في اليمن ليست كيانا سياسيا متماسكا فقد تغير عشائر تنتمي لـ«نسب» مشترك انتماءاتها وولاءاتها حسب ما تمليه الاحتياجات والظروف. وتجد لها وللقبيلة المتحالفة «نسباً» مشتركاً.
ظلت اليمن عبر فترات طويلة تشكل أمة موحدة على الرغم من عدم تشكل دولة مركزية تفرض سلطتها على كامل إقليم اليمن، باستثناء فترات قصيرة من تاريخ اليمن، وقد كانت الأمة مكونة من عدد من القبائل، وقد استقر التقسيم القبلي في اليمن مع ظهور الإسلام على أربعة اتحادات قبلية، هي: حمير، مذحج، كندة، همدان،  ويتكون تجمع قبائل مذحج من ثلاث قبائل هي عنس، مراد، الحداء، وتعيش في المناطق الشرقية من اليمن، أما قبائل حمير فقد سكنت المناطق الجبلية الجنوبية والهضاب الوسطى، أما همدان تتكون من حاشد وبكيل،  وقد أدت الظروف السياسية والاقتصادية في اليمن خلال العصور الوسطى ومطلع العصر الحديث إلى إعادة رسم الخارطة القبلية لليمن، فانضمت قبائل مذحج إلى اتحاد قبائل بكيل، وانضمت بعض قبائل حمير إلى اتحاد قبائل حاشد.
وبالتالي فإن الخارطة القبلية في اليمن لم تكن جامدة، فالبنيه القبلية لم تتحدد على أساس القرابة، بل أيضاً على أسس سياسية واقتصادية، فالقبيلة اليمنية في ظل غياب الدولة، كانت تضطلع بجميع الوظائف الاقتصادية والسياسية والاجتماعية والثقافية التي يمكن للدولة أن تقوم بها، لذلك كانت القبيلة اليمنية تنظيماً حربياً، يضمن أمن أفراده وحماية ممتلكاتهم، وكانت تنظيماً ينظم استخدام الموارد الطبيعية، وأيضاً تنظيم العلاقات وتسوية الخلافات بين أفراد القبيلة.

## الأصل

### طبقات العرب
صنّف معظم علماء الأنساب والإخباريين الشعوب العربية في طبقتين: بائدة وباقية. ويُعنون بالبائدة، القبائل العربية القديمة التي كانت تعيش في شبه الجزيرة العربية ثم بادت قبل الإسلام ولم يبق أحد من نسلها، وذلك بفعل تغير المعالم الطبيعية وثورات البراكين،  وقبائلها هي: عاد، وثمود، وعمليق، وطسم، وجديس، وأُميم، وجاسم. ويُضاف إليهم أحيانًا عبيل وجرهم الأولى ودبار.
وأمّا العرب الباقية الذين يُسمون أيضًا بالمتعربة والمستعربة، فهم بنو يعرب بن قحطان، وبنو معد بن عدنان بن أد، الذين أخذوا اللغة العربية عن العرب البائدة. وقد تعرّب قحطان وجماعته عندما نزلوا اليمن، واختلطوا بالناس هناك، وفي رواية بأن يعرب كان يتكلّم السريانية، فانعدل لسانه إلى العربية، فتعرّب. وهؤلاء يُعتبرون العرب الباقين الذين يُشكلون جمهرة العرب بعد هلاك الطبقة الأولى، وهم الذين كُتب لهم البقاء، وينتمي إليهم كل العرب الصرحاء عند ظهور الإسلام، ويرجعون بنسبهم إلى سام بن نوح.

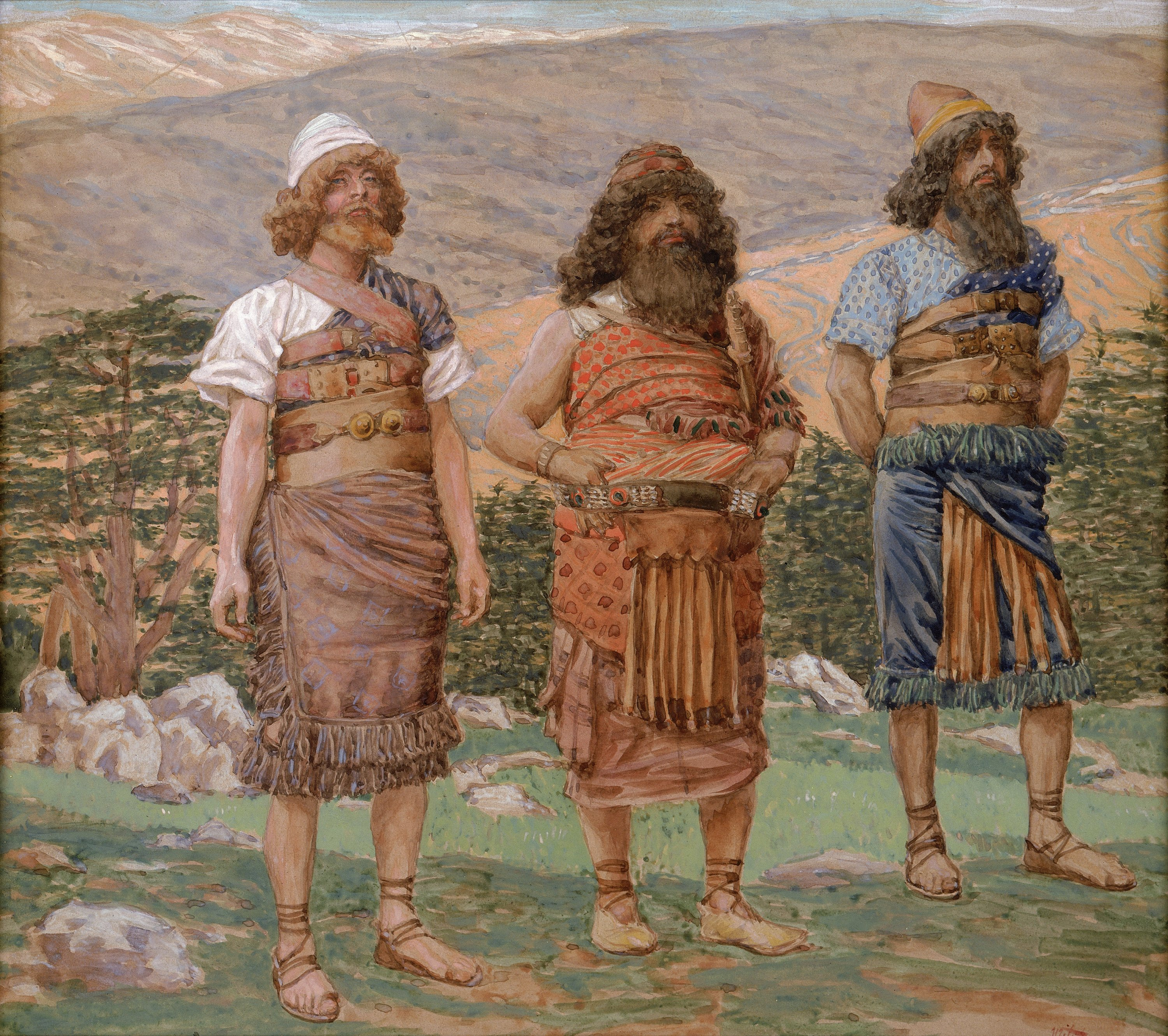
أبناء نوح، من اليمين إلى اليسار: يافث أبو الروم، حام أبو الحبش، وسام أبو العرب، في لوحة فنية لجيمس تيسو.

وهناك تقسيم آخر يُصنّف العرب في ثلاث طبقات: العرب البائدة، والعرب العاربة، والعرب المستعربة، ويُطلق على الطبقتين الأخيرتين اسم «العرب الباقية». فالعرب العاربة هم الذين انحدروا من نسل قحطان أو يقطان، كما ورد في العهد القديم، وهو أوّل من تكلّم بالعربية، وهم يُعتبرون العرب ذوي الأصالة والقِدم. وهؤلاء هم القحطانية من حمير وأهل اليمن وفروعها الذين يمثلون أهل جنوب بلاد العرب، في مقابل العرب المستعربة، وهم المعديون الذين انحدروا من ولد معد بن عدنان بن أد، وسكنوا نجد والحجاز والشمال، وينحدرون من إسماعيل بن إبراهيم، ولم يكونوا عربًا فاستعربوا، وسُموا بالمستعربة؛ لأن إسماعيل عندما نزل مكة كان يتكلم العبرانية أو الآرامية أو الكلدانية، فلمّا صاهر اليمنية تعلّم لغتهم العربية. ويُقسم ابن خلدون العرب إلى أربع طبقات متعاقبة في المدى الزمني: العرب العاربة وهم البائدة، ثم العرب المستعربة وهم القحطانية، ثم العرب التابعة لهم من عدنان والأوس والخزرج والغساسنة والمناذرة، ثم العرب المستعجمة وهم الذين دخلوا في نفوذ الدولة الإسلامية.
والواقع أن هذا التقسيم بين العرب العاربة والعرب المستعربة مردّه ما ورد في العهد القديم، وقد نهل منه من عُني بأخبار بدء الخلق، ثم اتفق النسابون والإخباريون على تقسيم العرب من حيث النسب إلى قسمين: قحطانية، منازلهم الأولى في اليمن، وعدنانية، منازلهم الأولى في الحجاز. بالمقابل لم يُفرّق القرآن بين العرب في طبقاتهم، ويشير إلى أنهم ينحدرون من جد واحد هو إسماعيل بن إبراهيم: ﴿وَجَاهِدُوا فِي اللَّهِ حَقَّ جِهَادِهِ هُوَ اجْتَبَاكُمْ وَمَا جَعَلَ عَلَيْكُمْ فِي الدِّينِ مِنْ حَرَجٍ مِّلَّةَ أَبِيكُمْ إِبْرَاهِيمَ﴾. كذلك لم يرد في الشعر الجاهلي ما يُشير إلى تقسيم العرب إلى قحطانية وعدنانية سوى أبيات قيلت في التفاخر بقحطان أو بعدنان، ثم أن هذا الشعر لا يرقى إلى عصر الجاهلية الأولى؛ لأن معظمه قيل قبيل الإسلام، كما أن علماء الأجناس لم يلاحظوا فروقًا جسمانية بين القحطانيين والعدنانيين. ولم يظهر هذا الانقسام في حياة النبي محمد ولا أثناء عصر صدر الإسلام وعهد الخلفاء الراشدين، وإنما برز في العصر الأموي من واقع النزاع الحزبي وبعد شيوع نظرية العهد القديم في الأنساب واستناد النسابين في رواياتهم إلى أهل الكتاب، والراجح أن أصل العداء مرده إلى النزاع الطبيعي بين البداوة والحضارة.

## التاريخ

### تاريخ القبائل القديم
المجتمع اليمني مجتمع قبلي عشائري قديم من أيام الدولة السبئية فنفوذ القبائل في الدولة اليمنية القديمة بارز وحدد رجال الدين أو المكاربة أدوار القبائل. التقسيمات الطبقية قديمة فكان المكاربة أعلى طبقة في المجتمع اليمني القديم. ذكرت الكثير من القبائل في نصوص المسند ولم يعد لها حالياً أي ذكر ولا يعرف عنها اليمنيون شيئاً ولم تذكر في كتب ما يسمى بـ«علم» الأنساب بعد الإسلام. ودراسة هذا التاريخ الوارد عبر الكتابات القديمة يساعد في فهم الطبيعة القبلية في اليمن بشكل خاص وباقي شبه الجزيرة العربية بشكل عام ودافعا لإعادة النظر في حقيقة ما ورد عن كتب الإخباريين بعد الإسلام، إذ أن الوارد في هذه الكتب يتعارض مع الوارد في النقوش القديمة.
كانت البنية القبيلة في التاريخ القديم قائمة على اتحادات قبلية هي مملكة سبأ وقتبان ومَعيـَّن وحضرموت ومن هذه الممالك الأربعة انبثقت القبائل اليمنية وإن كان المؤرخون بعد الإسلام لم يعرفوا شيئا كثيراً عن قتبان ومعين وأدخلوا القبائل التي كانت تتبع لهما في إما في سبأ كونها ذكرت في القرآن أو حِميَّر لآنها آخر الممالك اليمنية القديمة قبل الإسلام،  أقوى هذه الاتحادات كان سبأ التي استطاعت تكوين نظام أشبه بالفيدرالية ضمت الممالك الأربع وقبائلها،  اخترعت الاتحادات القبلية إحساسا بالهوية عن طريق الدين، فكل الاتحادات كان لديها إله خاص اعتبرته والدها.
كان الملك في سبأ بيد قبيلة أو «معشر» حسب اللفظة السبئية اسمها فيشان وذو خليل وذو سحر وذي معاهر لا يُعرف عنهم شيء حالياً ولا ذكر لهم في كتابات النسابة والإخباريين،  واستمر لهم الحكم وشهدت المملكة أكثر أيامها ازدهاراً خلال حكمهم الذي يُعتقد حالياً أنه بدأ من القرن الثاني عشر ق.م وحتى القرن الرابع ق.م،  أقام هؤلاء الملوك نظام حكم فيدرالي - إن صح التعبير ـ فجعلوا لكل قبيلة أو مقاطعة حكماً ذاتياً يتبع المملكة عسكرياً واقتصاديا، عن طريق ضرائب يدفعها زعماء تلك القبائل في مواسم ومواعيد ثابتة لمركز الدولة في مأرب. كانت طبيعة الأرض اليمنية هي السبب الرئيس وراء ظهور القبيلة وهو أمر موجود في كامل شبه الجزيرة العربية، حيث أن الجبال والقيعان الضيقة حجزت الناس عن بعضها، ما أدى لظهور جماعات متحالفة مع بعضها (القبائل) متوجسة من الآخر القريب منها قبل الغريب، فكان الحضر من العرب يشيدون الحصون والقلاع لحماية أنفسهم، والدفاع عن مصالحهم من هذا القريب منهم الطامع بما يملكونه، بينما كانت الأحلاف تقوم مقام الحصن والسور عند البدوي في الصحراء. تاريخياً دفعت قلة الموارد في شبه الجزيرة العربية الناس للتقوقع على ذاتها على هيئة مجموعات قبلية متناثرة في أرجاء الجزيرة، حتى الحضر منهم يتمسكون بالقبيلة ويخترعون لتحالفاتهم أنسابا للإبقاء على تماسك الحلف كأنهم يتخوفون من مستقبل مجهول.
بدأت حضارة مملكة سبأ في الاندثار بعد تصدع سد مأرب، والذي لم يعد يؤدي غرضه، وفاضت المياه على ما حوله من القرى والمدن والمزارع، واضطر السكان إلى الهجرة الداخلية والخارجية إلى البلدان القريبة والبعيدة،  وليس جميع سبأ هاجروا بعد سيل العرم، وتفرق أهل مأرب في البلاد، وبقيت في اليمن قبائل حمير ومذحج وكندة والأشعريون وأنمار (خثعم، وبجيلة). ودخلت اليمن حقبة جديدة قوامها صراع الديانات الوافدة، في عهد الدولة الحميرية اليمنية، فغدت موضع تنافس بين دولة الفرس «الساسانيين» ودولة الروم وعلى أثر هذا التنافس بين القوى الخارجية الطامعة، بدأت اليمن تعاني عدم الاستقرار.

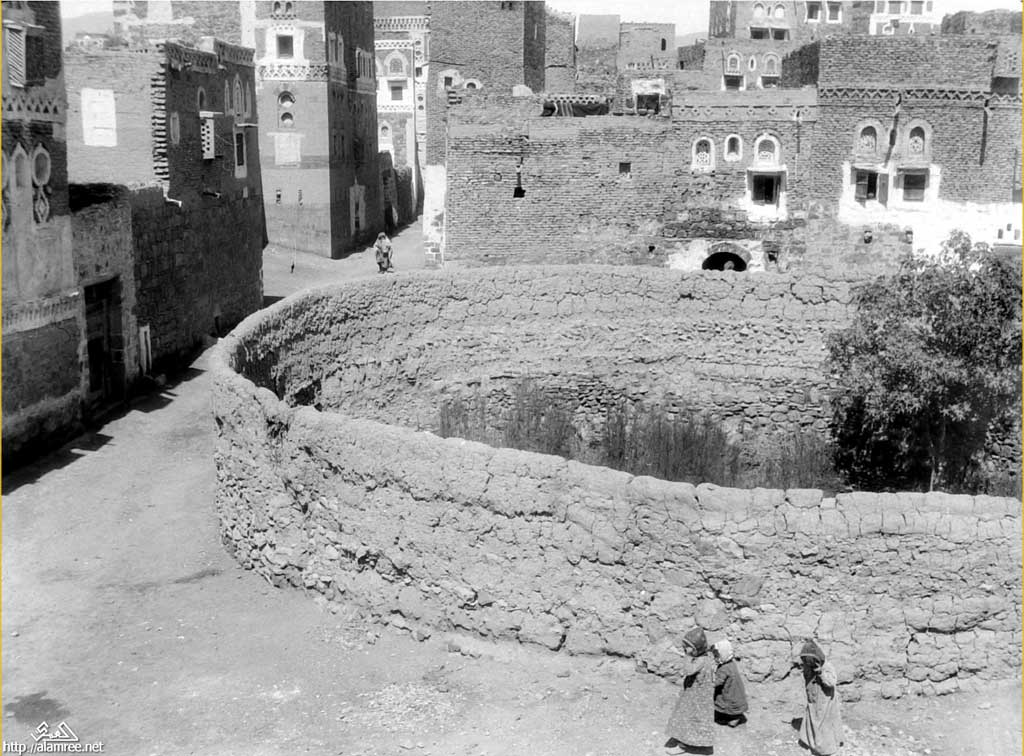
بقايا كعبة ابرهة الحبشي في صنعاء القديمة

عمد الروم إلى إدخال الدين المسيحي إلى اليمن ليكون لهم نفوذ سياسي واقتصادي فيها، فأصبحت تجارتهم تسير بين الخليج العربي والبحر الأحمر مارة باليمن، كما انتشرت الديانة اليهودية على أثر لجوء اليهود الفارين من اضطهاد الرومان والذين دُمّر هيكلهم القديم في القدس سنة 70م، وعندما اشتد نفوذ اليهود في اليمن أظهروا روح الانتقام من النصارى الرومان وعندما رفضوا التحول إلى اليهودية قام الملك ذو نواس الحميري اليهودي الديانية، بحفر أخدودٍ لهم وأشعل النيران فيهم.
أقدم الأحباش على غزو اليمن وسيطروا عليها سنة 533م بهدف القضاء على منافسه الفرس وإعادة السيطرة على الطرق التجارية، وتولى القائد «أرياط» الحكم بعد أن قضى على الملك حمير ذو نواس، وتولى الحكم من بعدة أبرهه الحبشي عام 535م والذي خرج عن الدولة الأكسومية في الحبشة وأعلن نفسه ملكا على اليمن وانفرد بالحكم بها، وعمل على نشر الديانة المسيحية في الجزيرة العربية، وعمد إلى بناء كعبة في صنعاء تسمى القليس ليحج العرب إليها بدلا عن مكة، وقام بغزو مكة عام 570م، وخلفه ابنه أكسوم.
قام بعد ذلك سيف بن ذي يزن الحميري وهو أحد أعيان وأشراف حِميَر بالاستنجاد بالفرس لإخراج الأحباش من اليمن، واستطاع سيف بن ذي يزن بمساندة الفرس أن يطرد الأحباش، وانتهى بذلك حكم الأحباش على اليمن والذي دام اثنين وسبعين عامًا. ولكنها دخلت في الحكم الفارسي وظل اليمن يعيش حالة من التفتت السياسي والقبلي والديني والفكري، فكانت صنعاء والبلاد المجاورة لها تخضع للاستعمار الفارسي، وأصبح الفرس طبقة عرفت بـ«الأبناء»، أما المناطق اليمنية التي لم يمتد إليها الحكم الفارسي فكانت تعيش حالة من الصراعات والنزاعات القبلية، حتى ظهور الإسلام.

### العصر النبوي

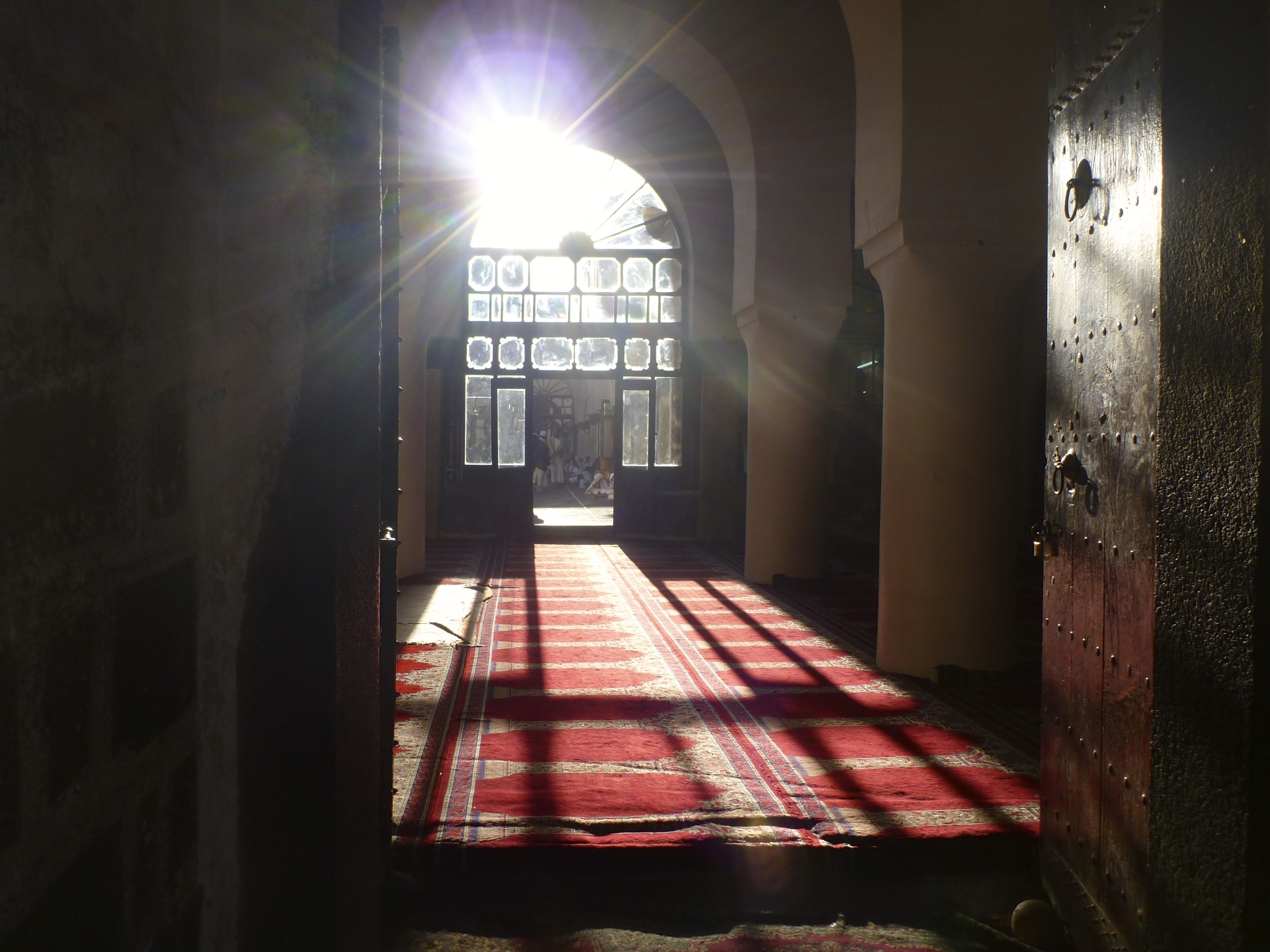
الجامع الكبير بصنعاء من الداخل

في القرن السابع الميلادي حوالي عام 610، قام النبي محمد بدعوة قريش إلى الدين الجديد ولقي معارضة شديدة من زعماء تلك القبيلة إذ رأوا في دعوته تهديدا لتجارتهم خاصة أنها دعت إلى نبذ الأصنام وأملوا أن يتخلص منه العرب، إلا أن محمداً انتصر ودخل مكة فاتحا، وسيطر على المركز التجاري الأهم حينها، وبدأت القبائل بالوفود عليه في السنة العاشرة للهجرة، وإن كانت القبائل اليمنية في جنوب الجزيرة قد صدقت بدعوته في السنة الثامنة بعد إرسال النبي لعلي بن أبي طالب إلى صنعاء، وآمنت قبيلة همدان كلها في يوم واحد. وسجد النبي لإسلامهم قائلا: «السلام على همدان، السلام على همدان»،  ويحوي الجامع الكبير في صنعاء القديمة الذي بناه علي بن أبي طالب مخطوطات أثرية تعود إلى هذه الفترة،  وكذلك أسلمت حمير سريعا وكان عدد من اليمنيين قد أسلم مبكراً لنزوله مكة كشرحبيل بن حسنة وعمار بن ياسر وأبو موسى الأشعري والعلاء بن الحضرمي والمقداد بن الأسود البهرائي، الذي فر إليها هرباً من الثأر، وكان من السابقين إلى الإسلام، وتعده المصادر الحديثة من «وزراء» النبي محمد.

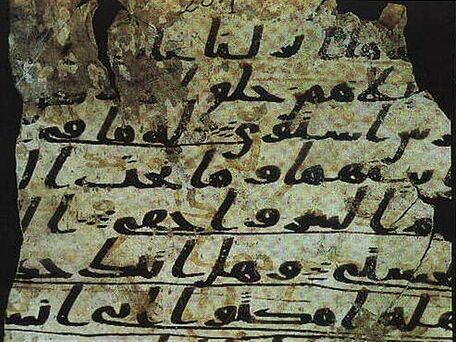
مخطوطات صنعاء أقدم النسخ القرآنية الموجودة عثر عليها في الجامع الكبير بصنعاء والذي بني بأمر من النبي محمد

ويرى عدد من الباحثين أن سبب سرعة إسلام الحميريين وهمدان وحضرموت هو أن هذه القبائل كانت على دين توحيدي قبل الإسلام بزمن فلم يلبث معاذ ولا علي بن أبي طالب وأبو موسى الأشعري طويلا حتى أسلموا،  ولعلي بن أبي طالب قصيدة مشهورة في همدان.

أما القبائل البدوية مثل كندة ومذحج فكان لهم موقف آخر. فقد قامت معركة بين همدان وقبيلة مراد المذحجية في تلك الفترة ولطالما كانت كندة ومذحج على ارتباط وثيق وهزمت مذحج أمام همدان وأعلن فروة بن المسيك المرادي فراقه لملوك كندة لأنهم خانوه في تلك المعركة حسبما ورد وذهب إلى النبي محمد وأعتنق الإسلام فعينه الرسول مسؤولا عن جمع صدقات مذحج. ووفدت خولان وقبائل نهد والنخع، من مذحج والأشاعرة قوم أبو موسى الأشعري، الذين كانوا يرتجزون قبيل قدومهم: «غدا نلتقي الأحبة محمد وحزبه» فقال النبي محمد فيهم:
| قبائل اليمن | جاء أهل اليمن هم أرق أفئدة وأضعف قلوبا، الإيمان يمان والحكمة يمانية. | قبائل اليمن |

لكن بقية مذحج كانوا لايزالون على ارتباط بكندة ولم يعجبهم تعيين المرادي رئيسا على الصدقات فارتد عمرو بن معديكرب الزبيدي وعدد من مذحج وآثروا الالتحاق بالأسود العنسي تمكن فروة بن المسيك المرادي من هزيمة عمرو بن معديكرب وكان ابنه قيس مع فيروز الديلمي قاتل الأسود العنسي،  وقد بعث النبي محمد معاذ بن جبل وبنى جامع الجند في تعز على أرضي السكون والسكاسك وهم حيّان من كندة وهو ثاني أقدم المساجد في اليمن.
بعد وفاة النبي، ظهرت الانقسامات القبلية من جديد فأورد الرواة أن الأشعث بن قيس زعيم بني الحارث بن جبلة من كندة امتنع عن دفع الزكاة،  وكان شرحبيل بن السمط الكندي معاديا للأشعث وقاتله وبالفعل فقد كانت كندة منقسمة على نفسها في تلك الفترة بل استمر العداء بين بطونها إلى أيام الأمويين،  وتولى شرحبيل هذا إمارة حمص لمعاوية وهو فاتحها ومن قسم المنازل على القبائل فيها،  وكان معاديا لعلي بن أبي طالب وله أثر بالغ في موقعة صفين وكان الأشعث في جيش علي،  ويبدو أن منهم من كان مسيحيا فقد ورد أن أمير نصارى نجران الذين وفدوا على النبي محمد كان كِنديا، أرسل أبو بكر الصديق قوة لمحاصرة الأشعث الذي تحصن ومن معه في حصن يقال له النجير بينما كانت قبائل بنو تجيب والسكاسك الكندية في صف المسلمين وعلى رأسهم الحصين بن النمير السكوني نكاية بالأشعث الذي استسلم بعد أربعة شهور من الحصار إلا أنه أسلم من جديد وخرج إلى الشام والعراق غازياً وتوجه إلى القادسية على رأس ثلاث ألف مقاتل لاحقا بسعد بن أبي وقاص وكان أحد الثمانية إلى جانب عمرو بن معديكرب الذين أرسلهم سعد بن أبي وقاص إلى يزدجرد الفارسي نزل كثير من بنو معاوية الأكرمين الكوفة عام 17 للهجرة وأخضع الأشعث بن قيس التمرد الثاني لأذربيجان وولي عليها في خلافة عثمان بن عفان وقيل علي بن أبي طالب. وتوفي في الكوفة في خلافة الحسن بن علي.
أما حضرموت فقد أسلمت بعد إسلام كبير الأقيال فيها وائل بن حجر إذ أرسل الرسول إليه كتابا فقدم وائل إلى المدينة وأمر النبي بالآذان تيمنا بقدومه ولا يعرف كم بقي في المدينة على وجه الدقة إلا أنه ورد أن النبي أمر معاوية بن أبي سفيان بمرافقته وهو خارج، وبقي وقومه على الإسلام وتوفي في الكوفة أيام معاوية وكان على راية حضرموت في موقعة صفين مع جيش علي بن أبي طالب،  وشاركوا في فتوحات مصر وورد أن معاوية بن أبي سفيان وصى بتوليتهم القضاء والتدوين في تلك البلاد على غيرهم من القبائل إلى جانب الأزد.

### الخلافة الراشدة
كان وضع اليمن مستقرا أيام ما يعرف بالخلافة الراشدة قسم الخلفاء الراشدون بلاد اليمن إلى أربع مخاليف هي مخلاف صنعاء (يشمل نجران ) ومخلاف الجند (وسط اليمن) ومخلاف تهامة ومخلاف حضرموت، وكان عهدهم مستقراً في اليمن ولا يعرف الكثير من هذه الفترة وحتى أواخر القرن التاسع الميلادي ولكن المصادر التاريخية حافلة باليمنيين أنفسهم، فقد اشتركوا في الفتوحات الإسلامية وأرسل أبو بكر الصديق أنس بن مالك إلى اليمن يدعوهم للقتال في الشام،  وأرسل أنس بن مالك كتابا إلى أبي بكر يخبره باستجابة أهل اليمن، وقدم ذو الكلاع الحميري ومعه بضعة آلاف من قومه، وفتح العلاء بن الحضرمي البحرين وقاتل من ارتد عن الإسلام منهم وولاه أبو بكر وعمر على البحرين كما ولاه النبي قبلهم.
وكان السمط بن الأسوط الكندي ومعاوية بن خديج التُجيَّبي وذي الكلاع الحميري وحوشب ذي ظليم الحميري كل منهم على كردوس في معركة اليرموك،  وأُستخلف بشير بن أُبي بن كعب الحِميَّري على اليرموك حتى يقطع مدد الروم،  فتح شرحبيل بن السمط الكندي - وقيل أبوه - حمص ومعه المقداد بن الأسود وتولاها مدة عشرين سنة وكان من قسم المنازل فيها وثم تولاها مالك بن هبيرة الكندي وكان أميراً لجيوش معاوية ضد الروم،  وكانت كندة أهم ركائز جند حمص وجند فلسطين،  ونزل بن خديج التُجيَّبي جلولاء وتصدى لمدد الروم.

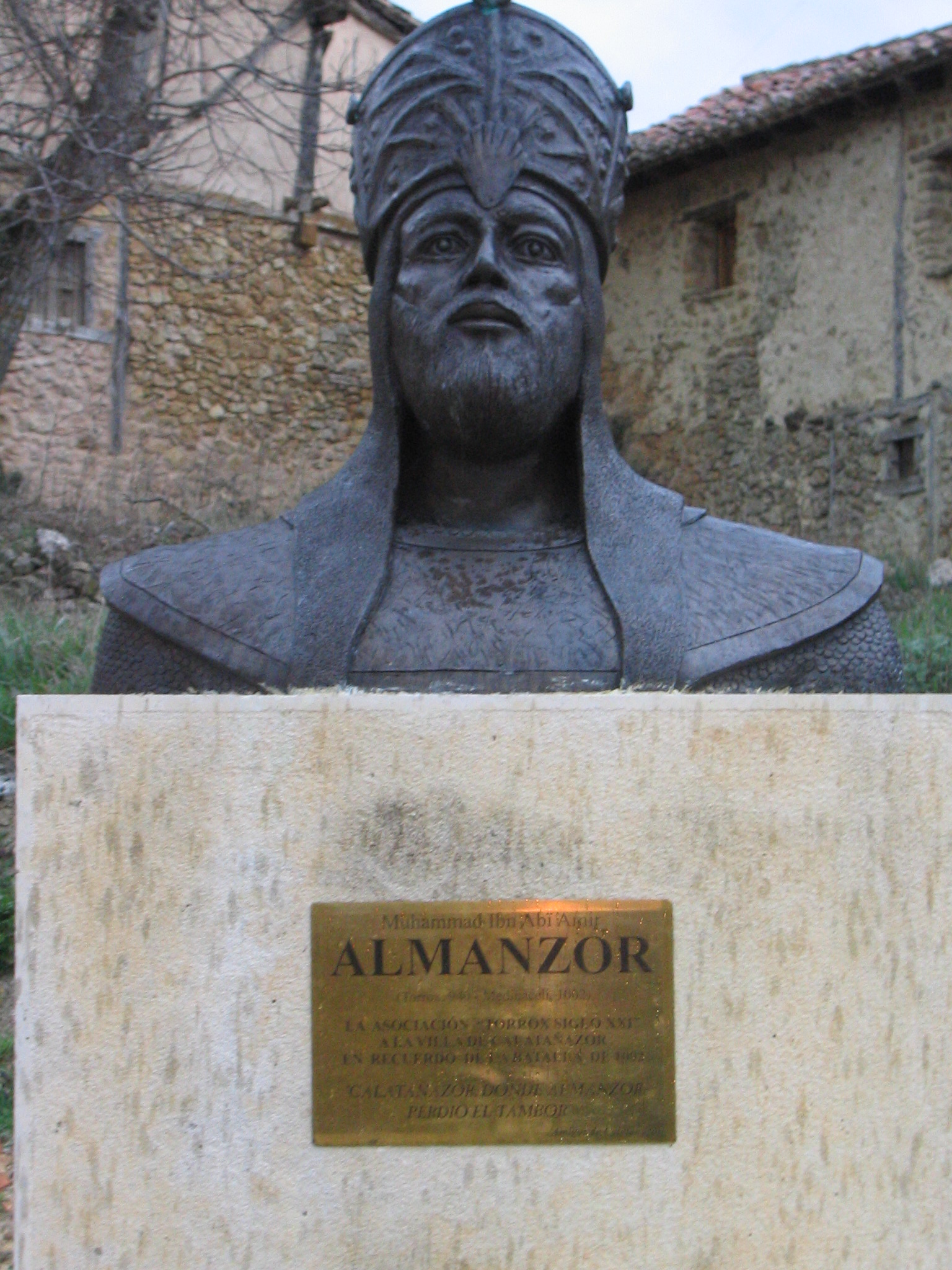
رأس محمد بن أبي عامر بقشتالة وأصوله من المعافر بتعز حالياً

عندما خرج سعد بن أبي وقاص من المدينة قاصداً العراق على رأس أربعة آلاف مقاتل، وكان ثلاثة آلاف منهم من اليمن،  كان عدد مقاتلي مذحج في معركة القادسية ألفين وثلاثمائة مقاتل من أصل عشرة آلاف،  قائدهم مالك بن الحارث الأشتر النخعي والنخع من أبين ولا يزالون فيها وشاركت حضرموت بسبعمائة مقاتل،  وكان عمرو بن معديكرب الزبيدي على ميمنة سعد بن أبي وقاص في تلك المعركة،  وقسم عمر بن الخطاب مذحج بين العراق والشام فهم كانوا يريدون السير نحو الشام وكرهوا الذهاب للعراق كسائر أهل اليمن وكان على مذحج أربعة رؤساء عمرو بن معديكرب الزبيدي وأبو سبرة بن ذؤيب الجعفي ويزيد بن الحارث الصدائي ومالك الأشتر النخعي،  وكان الأشعث بن قيس فيمن خرج على رأس ألف وسبعمائة مقاتل وشارك شرحبيل بن السمط في تلك الموقعة كذلك،  وكان دريد بن كعب النخعي حامل لواء النخع «ليلة الهرير» وحملت كندة في تلك الليلة على الفرس كذلك،  وكان قيس بن مكشوح المرادي على ميسرة القوة التي هاجمت رستم،  كانت مذحج من أبرز الأحياء التي شاركت في تلك المعركة حتى أن الغلام منهم كان يسوق ستين أو ثمانين من أسرى الإمبراطورية الفارسية،  حتى نساؤهن شاركن في تلك المعركة فكانوا سبعمائة امرأة مذحجية،  واشتركت أقوام من بني نهد في فتح طبرستان.
وفي سنة عشرين للهجرة، غزا عبد الله بن قيس التراغمي الكندي الروم في «البحر» بإيعاز من معاوية بن أبي سفيان رغم أن عمر كان مترددا بشأن ذلك،  كان معاوية بن خديج التُجيَّبي الكندي من وفد على عمر بن الخطاب بفتح الإسكندرية وكان اليمنيون غالب جيش عمرو بن العاص وهم من خطط الفسطاط ووزع المساكن على أساس قبلي فقد أشرف على تخطيط الفسطاط أربعة هم معاوية بن خديج التُجيَّبي وشريك بن سمي الغطيفي من مراد مذحج وعمرو بن قحزم الخولاني وحيويل بن ناشرة المعافري، وجل القبائل القاطنة في الفسطاط كانت يمانية،  واشتركت المعافر وخولان وعك والأشاعرة وتُجيَّب وهمدان في فتوحات مصر وشمال أفريقيا والأندلس واستوطنت همدان وحِميَّر في الجيزة.

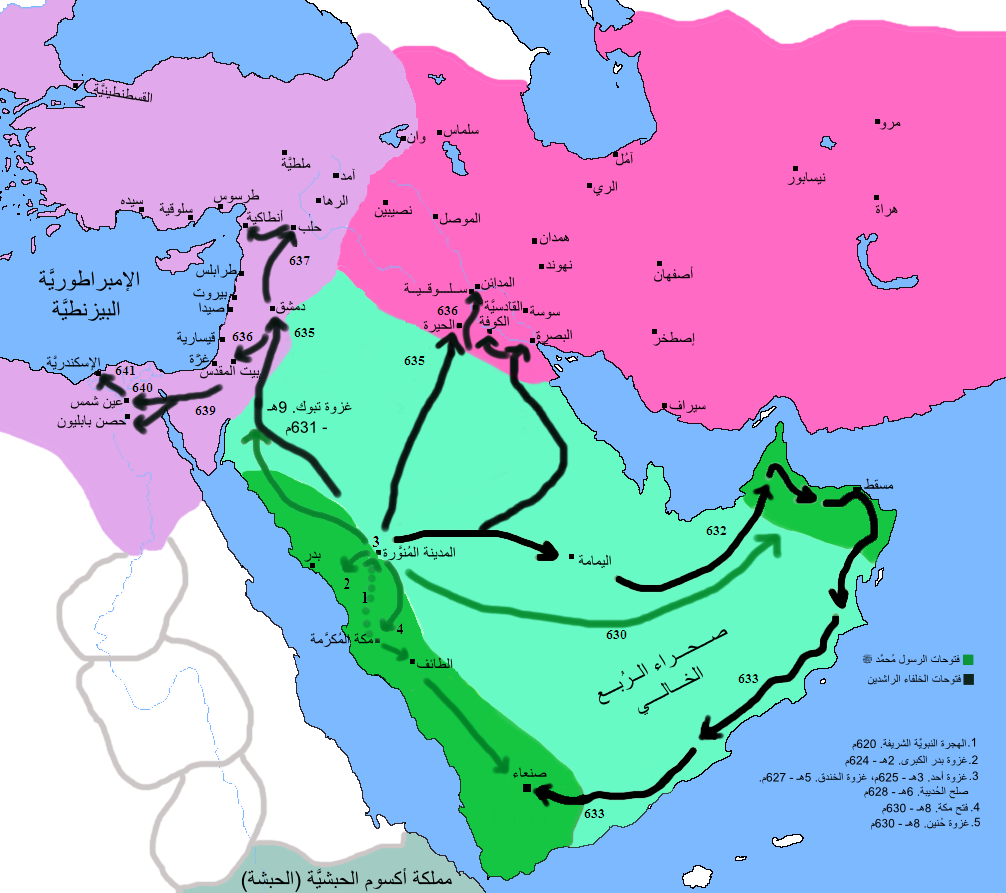
مسار الهجرة إلى يثرب؛ وأهم غزوات محمد وفتوحات الخلفاء الراشدون.

تولى عبد الله بن عامر الحضرمي ولاية مكة أيام عثمان بن عفان،  والأشعث بن قيس ولاية أذربيجان وانقسمت اليمن ما بين علي بن أبي طالب ومعاوية بن أبي سفيان، فجل همدان كان في صف علي بن أبي طالب قائدهم سعيد بن قيس الهمداني الذي كان صاحب راية همدان في موقعة الجمل وصفين،  وكان يزيد بن قيس الأرحبي الهمداني أحد رسل علي بن أبي طالب لمعاوية بن أبي سفيان يدعونه لطاعة علي،  ولا يزال قسم كبير من همدان شيعة إلى اليوم من زيدية وإسماعيلية. أما بقية القبائل فانقسمت على نفسها بين الفريقين،  فكان مالك الأشتر النخعي على رأس ثلاثة آلاف فارس في جيش علي بن أبي طالب في موقعة صفين ومعه شريح بن هانئ الحارثي وزياد بن النضر الحارثي وعمار بن ياسر العنسي وكلهم من مذحج. وكان قلب جيش علي في موقعة صفين من أهل اليمن،  وقُتل من همدان الموالين لعلي في تلك المعركة خلق كثير كلما قٌتل منهم حامل رايتهم حتى حملها آخر،  وكان مالك الأشتر يستنفر قومه مذحج فيقول:
بينما كان شرحبيل بن السمط الكندي ومالك بن هبيرة الكندي في جيش الشام كان حجر بن عدي الكندي والأشعث بن قيس وعبد الرحمن بن محرز الكندي وغيرهم مع علي،  وكان ذي الكلاع الحميري في صف معاوية ومعه أربعة آلاف من قومه وحمل على الموالين لعلي وأصاب منهم خلقا كثيرا،  وكان معاوية بن خديج التُجيَّبي الكندي من تعقب محمد بن أبي بكر الصديق في مصر وقتله بأن أدخله في جوف حمار وأحرقه،  ووجه معاوية بن أبي سفيان عبد الله بن عامر الحضرمي إلى العراق يستنفرهم القتال لجانبه،  وكان من مذحج من قتل علي بن أبي طالب وهو الخارجي عبد الرحمن بن ملجم المرادي.

دولة الخِلافة الراشدة بعد التحكيم بين عليّ ومُعاوية:
الأقاليم الخاضعة لعلي
الأقاليم الخاضعة لمُعاوية
الأقاليم الخاضعة لعمرو بن العاص

بعد مقتل علي أمر معاوية بن أبي سفيان بقتل حجر بن عدي الكندي، ولم تجدي شفاعة مالك بن هبيرة الكندي (أحد قادة جيش الشام في معركة صفين) بحجة أن حُجراً كان رأس المعارضين والمسفهين لمعاوية،  ولكنه قبل شفاعته في عبد الله بن الأرقم الكندي،  أثار مقتل حجر بن عدي الكثيرين بما فيهم القبائل اليمنية حتى معاوية بن خديج التُجيَّبي،  فأرسل معاوية بن أبي سفيان مائة ألف درهم لمالك بن هبيرة الكندي بغية إسكاته،  عادت الأمور لنصابها واستأنفت الفتوحات وولي ربيع بن زياد الحارثي المذحجي خراسان وغزا يزيد بن شجرة الرهاوي المذحجي وعبد الله بن قيس التراغمي الكندي البحر وغزا معاوية بن خديج التُجيَّبي الكندي صقلية وكان أول عربي يغزوها،  وغزا بن حديج التُجيبي أفريقية (تونس) ثلاث مرات وغزا النوبة فأصيبت عينه فيها وأصبح أعورا،  وتولى إمارة مصر وبرقة.
توفي معاوية وبقيت همدان على ولائها لأبناء علي بن أبي طالب وكان أبو ثمامة الصائدي الحاشدي رأسهم وجزء من كندة ومذحج فقد قتل محمد بن الأشعث مسلم بن عقيل بينما كان عمرو بن عزيز الكندي وابنه عبيد الله على ربع كندة وربيعة يأخذ البيعة للحسين بن علي، ولكن محمد بن الأشعث الكندي خشي أن يقتل هانيء بن عروة المرادي المذحجي لمكانته في العراق وهو من حلفاء مسلم بن عقيل،  فقتله مولى عبيد الله بن زياد المدعو «رشيد» فأقدم عبد الرحمن بن الحصين المرادي على قتل المولى وقتل إبراهيم بن الأشتر النخعي المذحجي عبيد الله بن زياد.

### الأمويون
المصادر التاريخية شحيحة للغاية عن وضع اليمن خلال تلك الفترة ومثل الأزمات السابقة فقد كان اليمنيون منقسمين بين الحسين بن علي ويزيد بن معاوية باستثناء همدان التي ظلت تبكي حسيناً حتى خلافة مروان بن الحكم،  حازت كندة ثلاثة عشر رأساً من رؤوس أهل بيت الحسين بن علي ومذحج سبعة،  وكان سنان بن أنس النخعي المذحجي من حز رأس الحسين أما همدان فكان منهم خلق كثير قُتل في معركة كربلاء أبرزهم أبي ثمامة الصايدي وحِبشي بن قيس النهمي وحنظلة بن أسعد الشبامي (نسبة إلى شبام كوكبان) وسيف بن الحرث بن سريع الجابري وزياد بن عريب الصائدي وسوار بن منعم حابس الهمداني وعابس بن أبي شبيب الشاكري وبرير بن خضير الهمداني،  وكان من حضرموت من شارك في تلك الموقعة بجانب الأمويين فيهم هانئ بن ثبيت الحضرمي وأسيد بن مالك الحضرمي وسليمان بن عوف الحضرمي،  خرج حكيم بن منقذ الكندي إلى الكوفة في خيل مستنفراً الناس لثأر الحسين سنة 65 للهجرة،  وكان ممن قُتل مع سليمان بن صرد الخزاعي في ثورة التوابين.
تقول بعض المصادر أن اليمن بايعت عبد الله بن الزبير بالإضافة للحجاز،  والتفاصيل بخصوص ذلك معدومة ولكن كان للحصين بن النمير السكوني الكندي دور كبير في جمع أهل اليمن في الشام إلى جانب مروان بن الحكم،  وكان قبلها في جيش مسلم بن عقبة الذي استباح المدينة المنورة خلال وقعة الحرة في خلافة يزيد بن معاوية وخلف الجيش إلى مكة برغبة يزيد وحاصر عبد الله بن الزبير،  بويع لمروان بن الحكم وكان عدد من كندة يلحون على الحصين بن النمير أن يقدم خالد بن يزيد بن معاوية لأنهم أخواله،  ولكنهم بايعوا مروان بن الحكم شرط تسليمهم البلقاء في الأردن ويجعلها لهم فوافق بن الحكم،  فكان بطنان من كندة (السكون والسكاسك) مع مروان بن الحكم في معركة مرج راهط التي ثبتت حكم مروان بن الحكم فكانت بداية المرحلة الثانية من الدولة الأموية وأحد أهم المعارك التي ساهمت في تطور التقسيمات القبلية بين العرب.
انضم كثير من همدان والنخع من مذحج وبني نهد إلى المختار الثقفي في ثورته لتقصي قتلة الحُسين وكان عاصم بن قيس بن حبيب الهمداني على ربع همدان وبني تميم،  وكان على بني نهد مالك بن عمرو النهدي وعبد الله بن شريك النهدي،  وذهب شرحبيل بن ورس الهمداني على رأس ثلاثة آلاف مقاتل جلهم من الموالي ولم يكن من العرب إلا سبعمائة صوب المدينة ومن ثم إلى مكة بغية محاصرة عبد الله بن الزبير إلا أنه قُتل بمكيدة دبرها بن الزبير وعاد بقية جيشة إلى البصرة،  وقُتل الحصين بن نمير السكوني خلال ثورة المختار الثقفي وقُتل المختار خلال خروج مصعب بن الزبير إليه، كان على يمين المختار الثقفي سليم بن يزيد الكندي وعلى ميسرته سعيد بن منقذ الهمداني وكان محمد بن الأشعث الكندي في صف مصعب بن الزبير.
عندما دخل عبد الملك بن مروان الكوفة، رأى بني نهد فيها قليل واستغرب من وجودهم رغم قلتهم فقالوا «نحن أعز وأمنع» فعندما سألهم بمن؟، أجابوه: «بمن معك منا يا أمير المؤمنين» وانضمت كِندة لعبد الملك كذلك وعليهم إسحق بن محمد الكندي،  وخرج عبد الرحمن بن محمد الكندي المعروف بـ«ابن الأشعث» صاحب الثورة المشهورة لاحقاَ على رأس خمسة آلاف مقاتل لقتال الخوارج،  وبُعث عدي بن عدي الكندي وعميرة بن الحارث الهمداني لقتال صالح بن مسرح التميمي الخارجي فُقتل.

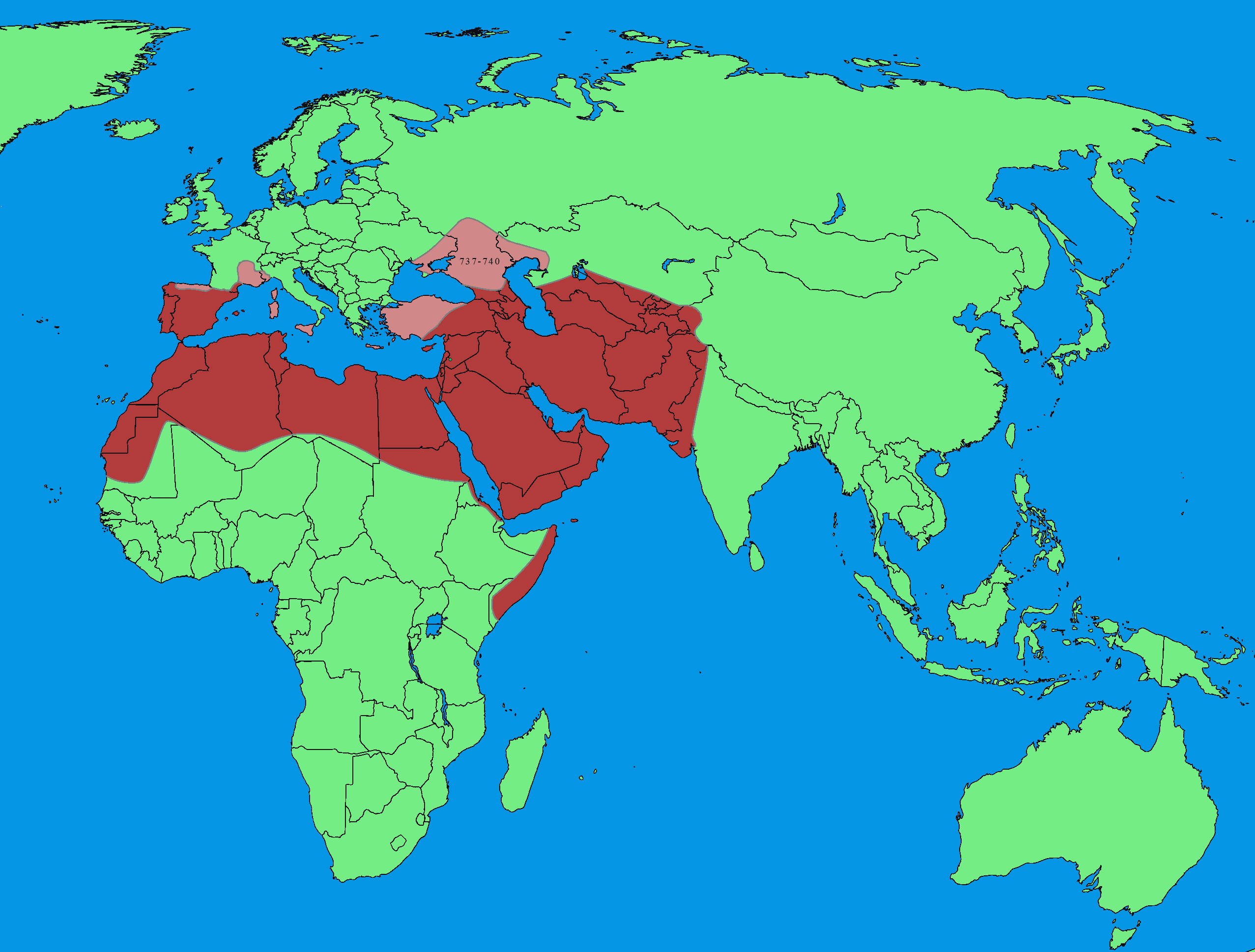
مناطق فتحها الأمويون لفترة من الزمن، ثم فقدوها بعد ذلك
الدولة الأموية في عهد مروان بن محمد

وفي سنة ثمانين للهجرة توجه عبد الرحمن بن محمد بن الأشعث الكندي إلى سجستان، بعد إبادة جيش عبيد الله بن أبي بكرة من قبل الترك، وكانت العلاقة بين الحجاج بن يوسف وعبد الرحمن بن الأشعث سيئة للغاية، حتى إن عم عبد الرحمن دعى الحجاج بعدم إرسال عبد الرحمن الذي كان يسمي الحجاج بـ«ابن أبي رغال»، وكان الحجاج كلما رأى عبد الرحمن قال: «يالخيلائه! انظر إلى مشيته، ولله لهممت أن أضرب عنقه» فقد كان عبد الرحمن مغروراً معتداً بنفسه وبنسبه إلى ملوك مملكة كندة،  وكان يجلس في مجالس أخواله من همدان ويقول: «وأنا كما يقول ابن أبي رغا إن لم أحاول أن أزيله عن سلطانه، فأجهد الجهد إذ طال بي وبه البقاء»،  خرج عبد الرحمن على رأس أربعين ألف مقاتل سماه الناس بـ«جيش الطواويس»،  غزا عبد الرحمن بلاد الترك فعرض صاحبهم أن يدفع الخراج للمسلمين فلم يجبه عبد الرحمن حتى ضم جزء ا كبيراً من بلادهم وتوقف بسبب دخول موسم الشتاء. بعث الحجاج برسالة إلى عبد الرحمن ينهاه عن التوقف وهدده بعزله وتعيين أخاه إسحق بن محمد الكندي أميراً على الناس،  فتشاور عبد الرحمن مع جنده وقال أنه لا ينقض رأيا رآه بالأمس ووافقه عامر بن واثلة الكناني ودعوا إلى خلع من سموه بـ«عدو الله» الحجاج،  كانت تلك بداية واحدة من أعنف الثورات وأشدها على الدولة الأموية. بعث عبد الملك بن مروان بمدد للحجاج فقتل عبد الرحمن بن الأشعث مطهر بن الحر الجذامي وعبد الله بن رميثة الطائي واقتحم البصرة فبايعته البصرة وكل همدان وهم أخواله وانضم إليه القراء والتابعين مثل سعيد بن جبير ومحمد بن سعد بن أبي الوقاص وعظم شأن عبد الرحمن فخشي عبد الملك بن مروان وهلع وعرض على أهل العراق نزع الحجاج وتولية عبد الرحمن عليهم فحز ذلك في نفس الحجاج كثيراً،  استمر خروج بن الأشعث قرابة الأربع سنين وخاض بضعا وثمانين معركة مع الحجاج وجيوشه كلها كانت لصالح عبد الرحمن إلا أن هُزم في دير الجماجم فهرب عبد الرحمن إلى بلاد الترك هو وعبيد بن أبي سبيع التميمي فأرسل الحجاج عمارة بن تميم اللخمي يطلب عبد الرحمن، فعندما أدرك الكندي أنه سيسلم إلى اللخمي آثر الانتحار على أن يسلم للحجاج وذلك سنة خمس وثمانين للهجرة.
تولى طلحة بن داوود الحضرمي ولاية مكة أيام الخليفة الأموي السابع سليمان بن عبد الملك وبشير بن حسان النهدي ولاية الكوفة وعلى البصرة سفيان بن عبد الله الكندي،  وتولى عبادة بن نسي الكندي ولاية الأردن أيام عمر بن عبد العزيز وكان رجاء بن حيوة الكندي مستشار الأخير وسيد أهل فلسطين،  وفيها تولى السمح بن مالك الخولاني الأندلس وافتتح عددا من الحصون وقتل في معركة تولوز في فرنسا وخلفه عبد الرحمن الغافقي الذي قتل في معركة بلاط الشهداء.
نشبت الخلافات القبلية في أرجاء الدولة وتحديدا بين اليمانية وقيس عيلان،  وكان مروان بن محمد آخر خلفاء الأمويين المعروف بالـ «حمار» لكثرة حروبه فثارت عليه حمص (من أهم معاقل القبائل اليمنية) أيام الخلافات وخرج عبد الله بن يحيى الكندي عليه كذلك عام 128 هجرية ولكنه لم يكن مدفوعا بدوافع قبلية فقد كان إباضياً يعد من كبار أئمة الإباضية وقاضي إبراهيم بن جبلة الكندي عامل بني أمية في أواخر أيام الأمويين وسيطر عبد الله على حضرموت وصنعاء وفتح خزائن الأموال ووزعها على الفقراء ولم يأخذ منها شيئا،  واستطاع جيش عبد الله بقيادة المختار بن عوف الأزدي اقتحام مكة إلا أنه هزم في موقع يقال له جرش وعاد جيشه إلى اليمن.

### دويلات يمنية

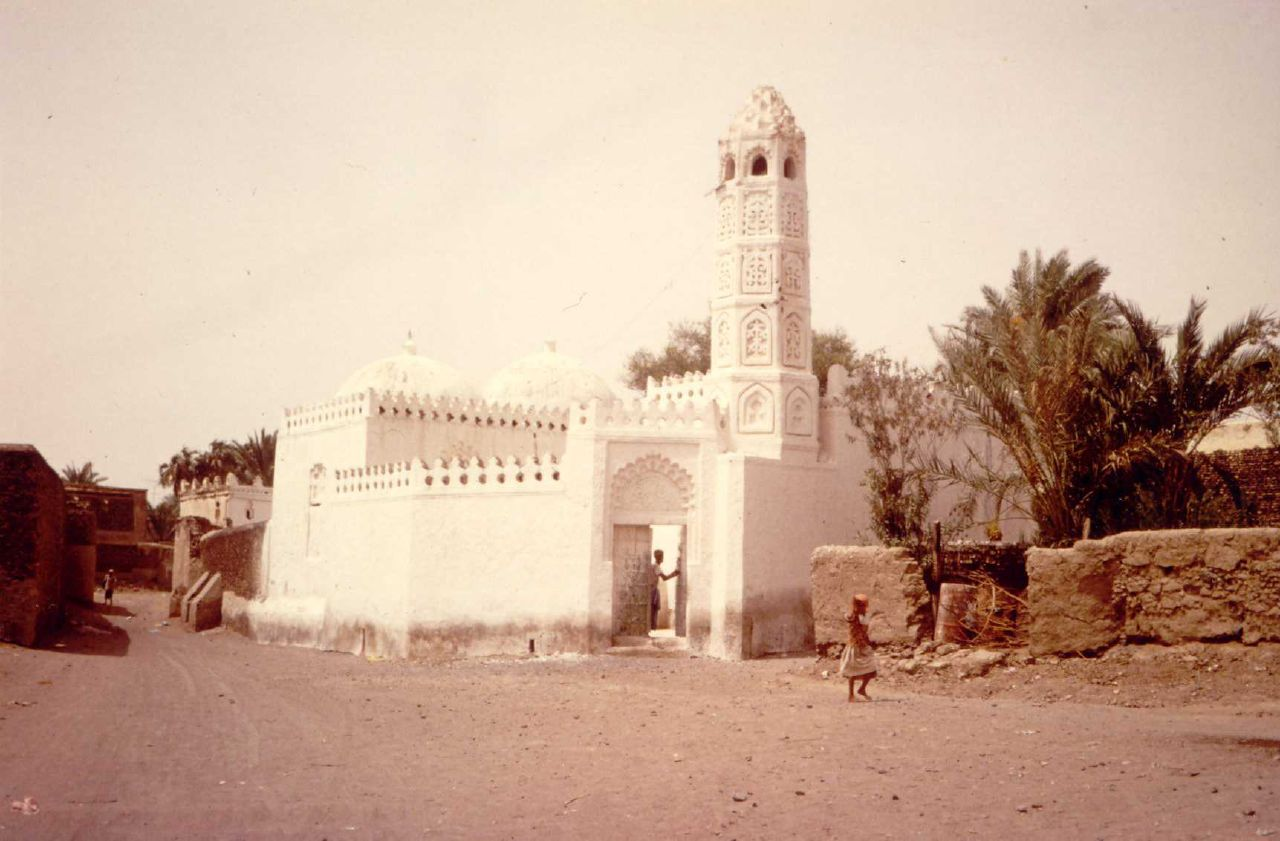
زبيد المصنفة ضمن مواقع التراث العالمي

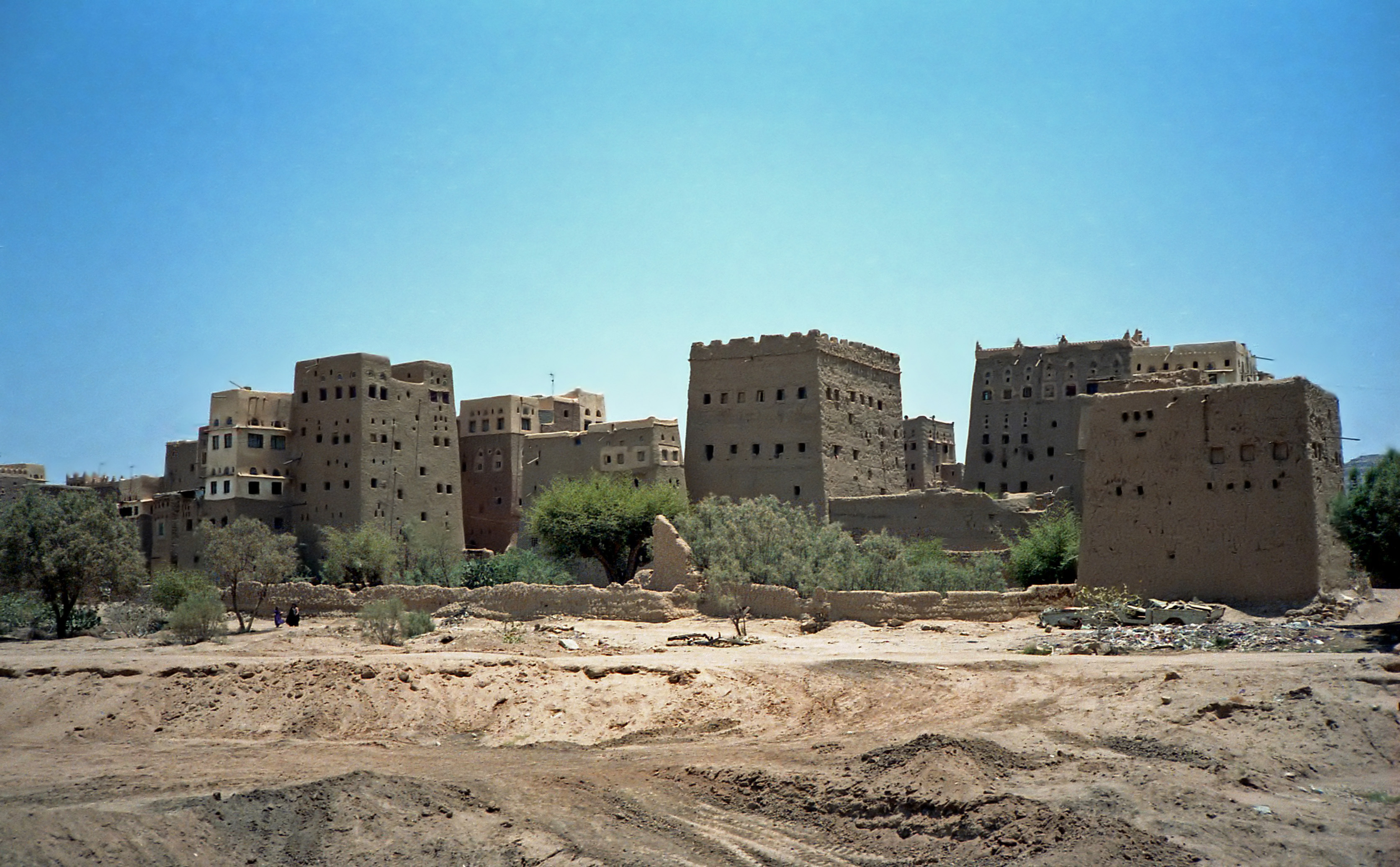
صعدة معقل الأئمة الزيدية

ناصرت بعض القبائل اليمنية الدعوة العباسية في بدايتها،  واستقلت البلاد عن دولة الخلافة عام 815، وقامت عدة دويلات في أرجاء البلاد لأسباب مذهبية وقبلية، فقامت دولة بني زياد ومؤسسها محمد بن عبد الله بن زياد الأموي عام 818، وكانت دولة تابعة إسمياً لمركز الخلافة في بغداد وبسطت نفوذها من حلي بن يعقوب جنوب مكة مروراً بمخلاف جرش (عسير) وحتى عدن واتخذوا من زبيد في الحديدة عاصمة لهم. بينما قامت دولة بنو يعفر ومؤسسها يعفر بن عبد الرحمن الحوالي وهو حِميَّري  عام 847 في صنعاء وما جاورها من الأرياف والجوف، والمنطقة الجبلية ما بين صعدة وحتى تعز  وسقطت صعدة بيد الإمام يحيى بن الحسين عام 898،  حيث تمكن المولى الحسين بن سلامة من الحفاظ على دولة أسياده بني زياد والتصدي لعبد الله بن قحطان الحميري، ولكن الحِميَّري تمكن من إحراق زبيد  وقُتل إبراهيم بن عبد الله بن زياد آخر أمراء آل زياد من قبل مواليه نفيس ونجاح الذين أسسا دولة بني نجاح على أنقاض دولة بني زياد في تهامة، وحظوا بدعم مركز الخلافة في بغداد.
أقام الإباضية عدة دول لهم في اليمن وبايعت أجزاء كبيرة من همدان وخولان الإمام يحيى بن الحسين وخرج من حاشد علي بن محمد الصليحي مؤسس الدولة الصليحية، وخاض معارك عديدة مع الأئمة الزيدية والنجاحيون في تهامة والقوى القبلية المختلفة في صعدة، مروراً بالمناطق الوسطى إلى عدن وحضرموت، وتمكن من جمع بلاد اليمن تحت حكم دولة واحدة، فكان أول من حقق ذلك بعد الإسلام واتخذ من صنعاء عاصمة للبلاد. وتمكن علي بن محمد الصليحي من ضم مكة عام 1064،  وانتقلت العاصمة إلى جبلة أيام الملكة أروى بنت أحمد الصليحي ورغم أن الصليحيين كانوا إسماعيلية إلا أنهم لم يحاولوا فرض مذهبهم.

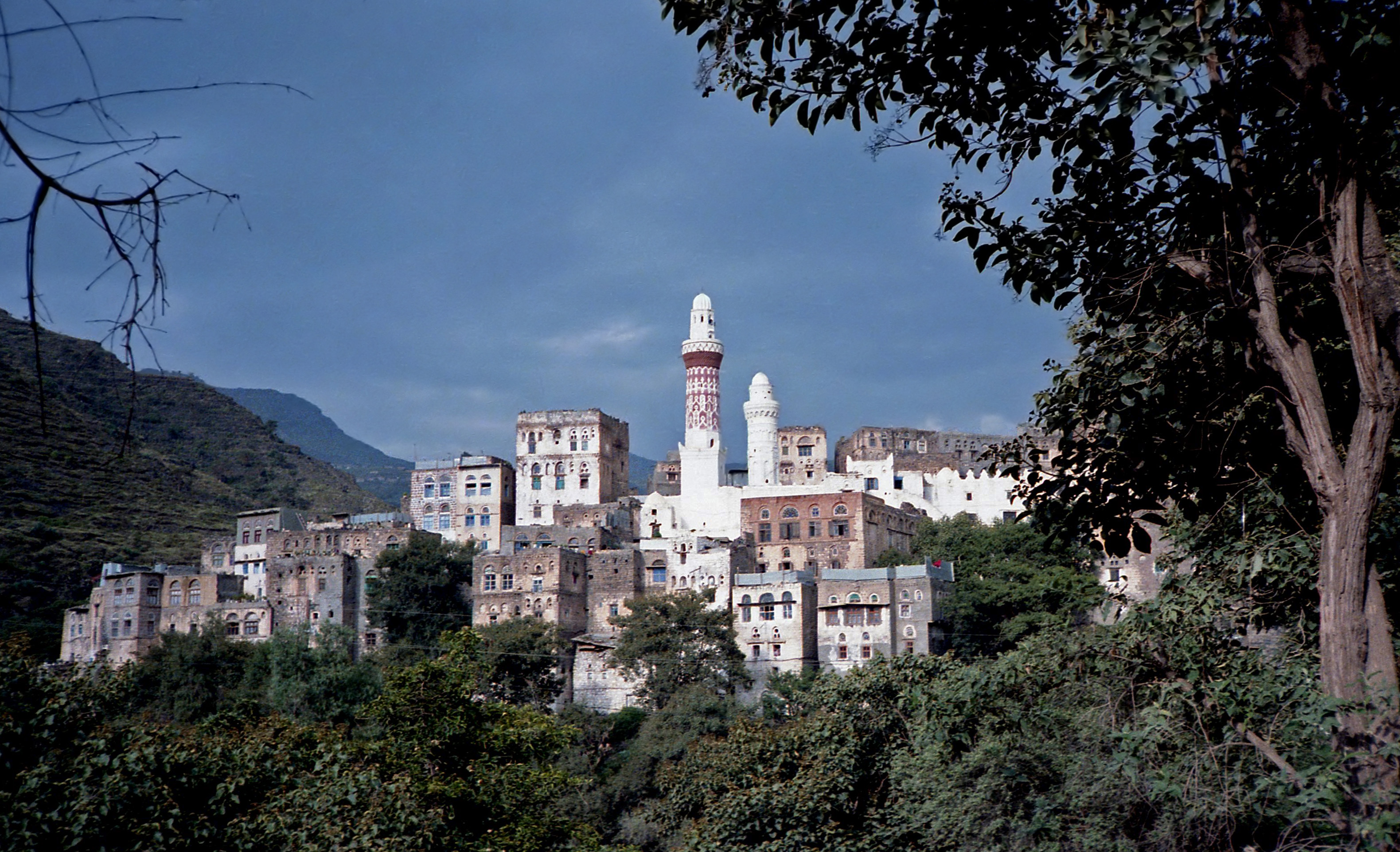
جبلة مدينة الملكة أروى الصليحي والمصنفة ضمن مواقع التراث العالمي

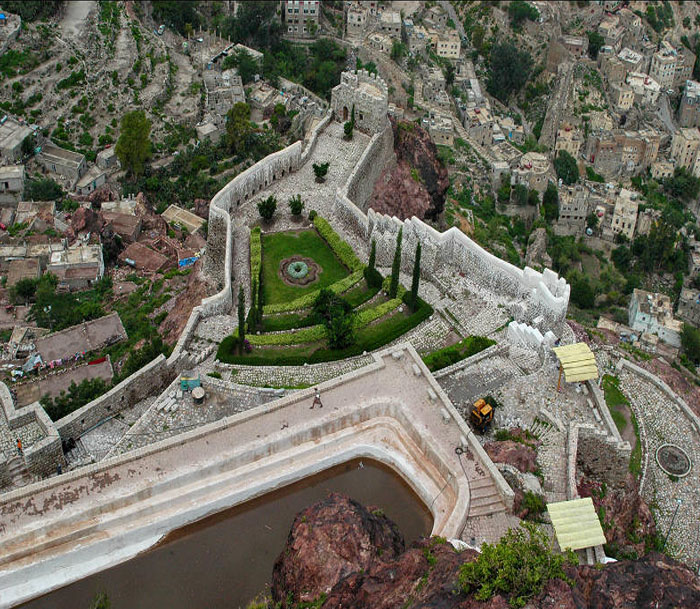
قلعة القاهرة، تعز

عام 1138 توفي السلطان سليمان بن عامر الزراحي آخر سلاطين الصليحيين واستقلت المناطق بما فيها صنعاء التي سيطرت عليها ثلاث أسر من همدان واستقلت عدن وعليها بنو زريع وهم من قبيلة يام من همدان كذلك وكان المكرم الصليحي من ولاهم إياها،  وعاد النجاحيون لفترة قصيرة إلى تهامة إلا أن علي بن مهدي الحِميَّري قضى عليهم وفرض عليهم نمط حياة معين وعزلهم عن المجتمع عام 1154 فكانت تلك بداية ظهور فئة من المواطنين اليمنيين في العصر الحديث يعرفون بالأخدام،  الأحقاد بين زعماء القبائل منعتهم من توحيد موقفهم إزاء الأيوبيين،  حتى هزم الأيوبيين عام 1226 على يد القبائل الزيدية (حاشد وبكيل وسنحان وخولان..الخ)  وأقام عمر بن رسول دولة عرفت بالدولة الرسولية كانت من أقوى الممالك التي شهدها اليمن عبر تاريخه بعد الإسلام. وهي من أطول الدول اليمنية عمراً طيلة تاريخ البلاد بعد الإسلام وبنو قلعة القاهرة بتعز وجامع ومدرسة المظفر ولعدد من ملوكهم مؤلفات في الطب والصناعة واللغة.
وأقامت مذحج دولة قوية وهي دولة بنو طاهر ومدينتهم رداع ولكنهم لم يخضعوا الإمامة الزيدية، وهُزم جيش الطاهريين أمام الإمام المطهر بن محمد عام 1458،  وتمكن الطاهريون من صد البرتغاليين عن عدن، وسقطت حضرموت بيد السلطنة الكثيرية أواخر القرن الخامس عشر، وتمكن الإمام الزيدي المتوكل شرف الدين مع قائد جيش المماليك، تمكنوا من دحر الطاهريين من تعز ورداع ولحج وأبين،  وأكتمل سقوط دولة الطاهريين وبقيت لهم سيطرة على عدن حتى عام 1539، فسيطر العثمانيون على عدن ثم تعز والحديدة وسائر تهامة،  نجح العثمانيون في إخضاع عدن وكانت من أسوأ العصور التي مرت على تلك المدينة، تمكنت القبائل الزيدية وعليهم الإمام المنصور القاسم من هزيمة العثمانيين والسبب في نجاحهم بعد عدة ثورات قمعها العثمانيون هو تعلمهم استخدام الأسلحة النارية،  وحرروا عدن من الأتراك عام 1644، وكان اليمن أول إقليم ينفصل عن الخلافة العثمانية،  وتمكنت قبائل (حاشد وبكيل وسنحان وخولان) من بسط سيطرتها على كامل بلاد اليمن عام 1654 لصالح الإمامة الزيدية.

## نبذة عن القبائل

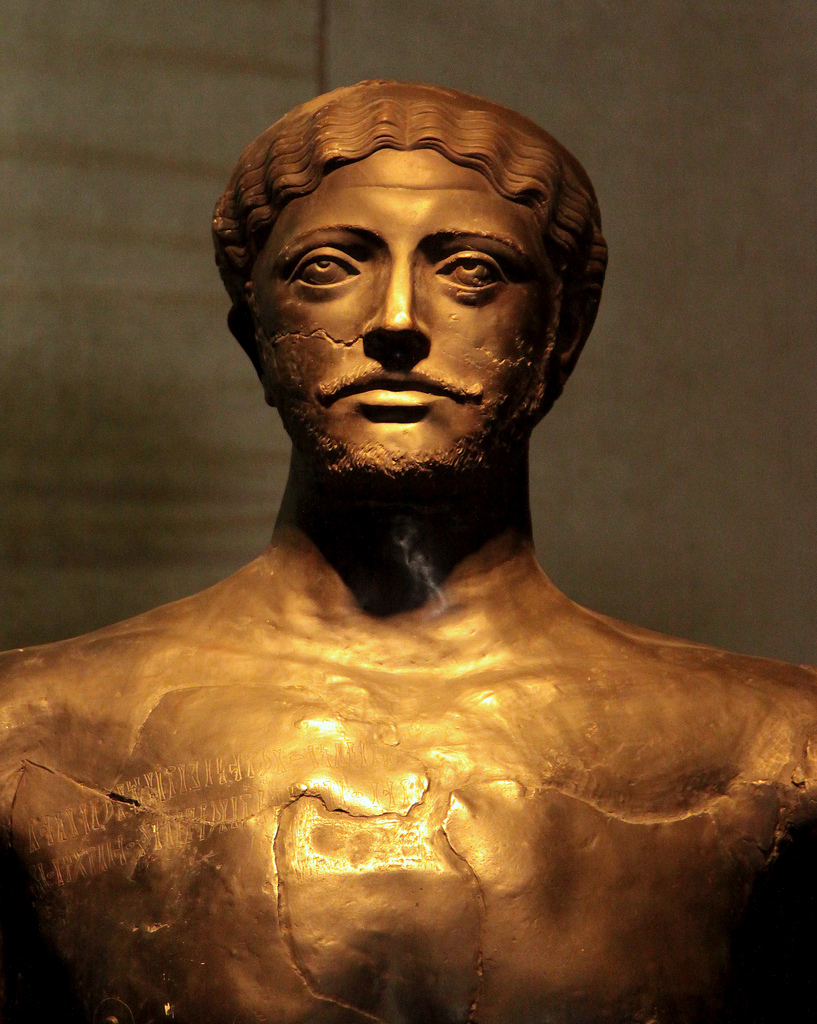
ذمار علي يهبر الثاني أحد ملوك مملكة حمير اليمنية.

ضمت مملكة سبأ قبائل كثيرة، ورد ذكرها في نصوص المسند، لا يعرف عنها شي مثل قبائل «فيشان» و«ذي معاهر» و«ذي خليل» و«ذي لحد»، وغيرهم كثير لم يرد ذكرهم في كتابات النسابة وأهل الأخبار، ولكن من القبائل التي ورد ذكرها في كتب الإخباريين ولا زالت موجودة إلى اليوم، قبائل همدان وكندة ومذحج والأخيرتين كانوا بدو وأعراب.

### همدان
هَمْدان هو اسم لأرض سبئية قديمة، يعود ذكرها للقرن السابع ق.م،  حسب الإخباريين، فإن همدان جد لقبيلتي حاشد وبكيل، ووفقاً لهم هو همدان بن مالك بن زيد بن أوسلة بن ربيعة بن الخيار بن مالك بن زيد بن كهلان بن سبأ،  وكان أكبر آلهتهم الإله تألب ريام، وكانوا يعتقدون أنه والدهم وابن الإله السبئي الأكبر إل مقه. وجاء ذكر همدان في نصوص المسند القديمة بصيغة «أرضم همدن» وحرفيا تعني «أرض الهمد»،  والأرض الهمد هي الأرض الجافة التي لا تُنبت.
تنقسم همدان إلى قسمين رئيسين هما حاشد وبكيل وهم قبائل كبيرة، ويعود أقدم ذكر لحاشد أو «حشدم» كما تقرأ في النصوص السبئية القديمة للقرن الرابع ق.م،  أما بكيل فتعود للقرن السادس ق.م،  ومنذ القرن الرابع ق.م ولأسباب غامضة قد تكشف عنها اكتشافات أثرية حديثة، كان ملوك مملكة سبأ ينتمون لأحد فرعي همدان،  ولكن زعيم حاشد «يريم أيمن»، تمكن من احتكار المُلك قرابة النصف الثاني من القرن الثاني ق.م،  ثم انتقل المُلك إلى بكيل في النصف الثاني من القرن الأول ق.م، وانتهت سيطرة بكيل عقب انتصار الحِميَّريين بقيادة «ذمار علي يهبر الأول» في العام 100 بعد الميلاد.
مساكن همدان في صنعاء وما حولها، ولهم امتداد في محافظة عمران، مع وجود قبائل منفصلة المشيخة خارج حدود الجمهورية اليمنية مثل قبيلة يام، وبحسب مصادر غربية، تذكر حاشد وبكيل كأحلاف لعدة قبائل (بالإنجليزية: Tribal Confederation)‏ أو «اتحاد قبلي» لعشائر عديدة، وهي عادة قديمة موجودة في شبه الجزيرة العربية منذ القدم، إذ تضم القبائل الكبيرة إليها قبائل أصغر وذلك لظروف مختلفة، فكلمة «بكيل» مشتقة من «يبكل»، وهي اختلاط الشي أو تجمعه وفق نظرية، وقيل كذلك أن بكيل تعني الرجل الجميل،  ولكن طالما أن اللفظ ورد في نصوص سبئية قد يكون لها معنى آخر فكلمة بكيل كلمة سبئية بلا شك، فأسم حاشد وبكيل قديم قدم مملكة سبأ نفسها.
وقديماً سميت قبيلتي «حاشد وبكيل» «بجناحي الأئمة الزيدية»،  لكن هذا لا يعني بالضرورة، أن كل همدان زيدية، أو أن الزيدية محصورة فيهم، إنما هم كذلك من ناحية تاريخية.
بالرغم من أن ثورة 26 سبتمبر انطلقت من تعز، وهي منطقة سكانها أقل ارتباطا بالقبيلة من مناطق يمنية أخرى رغم تواجدها،  إلا أن همدان لعبت دوراً هاماً في دعم الثورة، مما أعطاها نفوذاً ومراكز قوى مكنتهم من صنع القرار السياسي للجمهورية الناشئة في شبه الجزيرة العربية، وأتاح ذلك فرصة للقبيلة لممارسة الأنشطة الاقتصادية والتجارية بشكل أوسع، مما جعلها تؤثر على المناخ الثقافي والاجتماعي التقليدي وعلى استمراريته. وذكرت بعض المصادر أن أسراً وعوائل عديدة من حاشد وبكيل، كانت تغير ولائها من فترة لأخرى وفق ماتقتضيه المصلحة السياسية،  وحاشد أكثر القبائل نفوذاً سياسيا في الجمهورية اليمنية منذ سقوط الملكية عام 1962 وبعد الوحدة اليمنية.
تنقسم بكيل لأربع أقسام رئيسية، هي أرحب ومرهبة ونهم وشاكر، وهي أكثر القبائل اليمنية عدداً ودخل فيهم قبائل كثيرة، فأصبحت الاتحاد القبلي الأكبر في اليمن،  ولكنهم ليسوا بنفوذ حاشد ومرد ذلك تعدد مشيختهم وعدم استقرارها في أسرة واحدة.

### كِندة

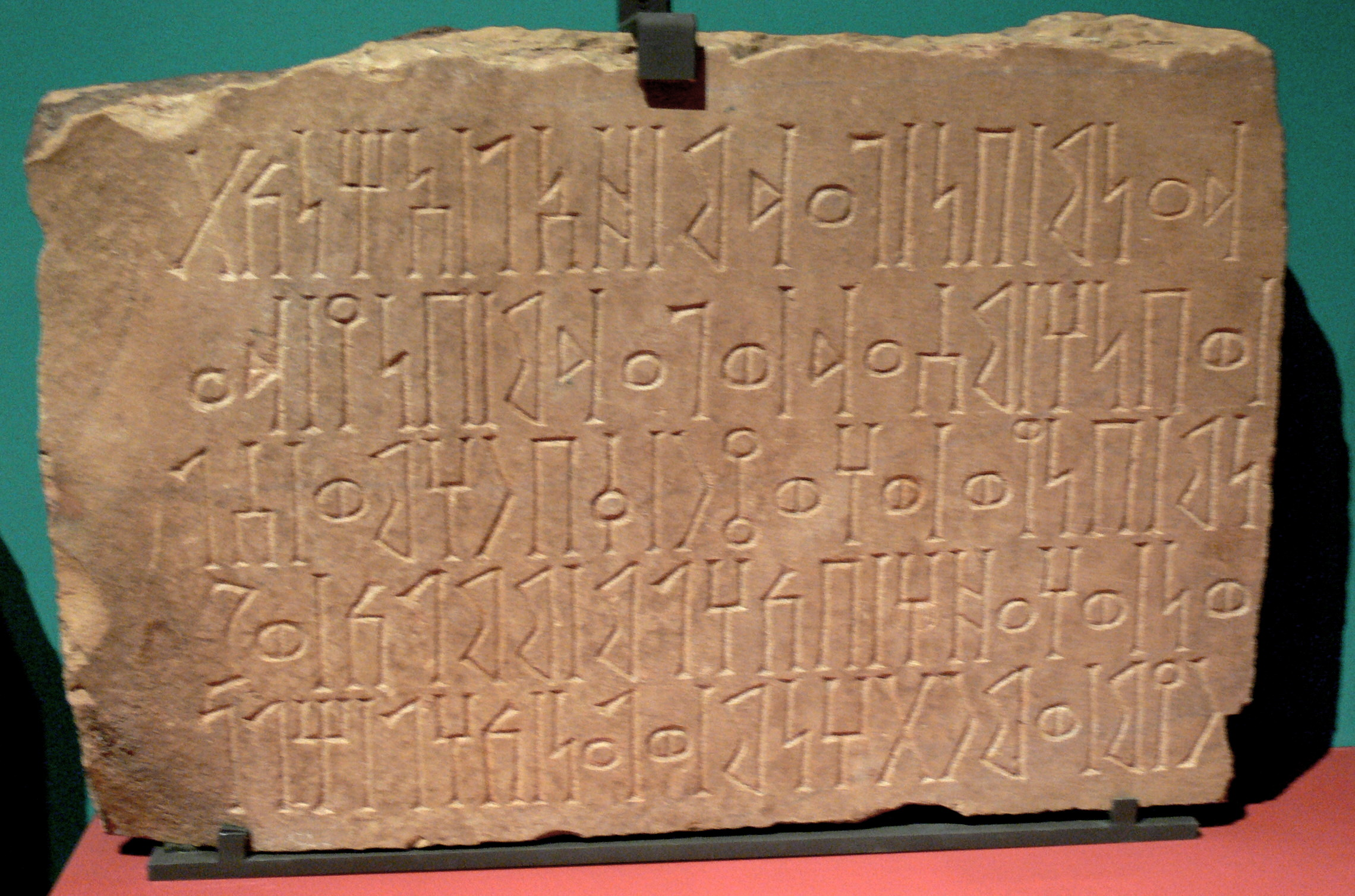
كتابة بخط المُسنَد "شبه سبئية" عُثر عليها في قرية الفاو

كِندة (خط المسند:   )، قبيلة عربية قديمة يعود ذكرها في نصوص المسند السبئية للقرن الثاني ق م،  وعُرفت هذه القبيلة في كتب التراث باسم «كندة الملوك»،  قامت مملكة كندة في نجد  يشوب تاريخ المملكة «الجاهلية» الكثير من الغموض فقد تحدث عنه الإخباريون واُكتشفت كتابات عديدة في قرية الفاو، مكتوبة بخط المسند القديم وهي مايعول عليه الباحثين لمعرفة تاريخهم بعيداً عن تعصب وتحزبات النسابة وأهل الأخبار.
تنقسم كندة تاريخياً إلى ثلاثة أقسام، هي «بنو معاوية» ويضاف إلى هذه لفظة «الأكرمين» كونهم كانوا الملوك من كندة،  والقسمين الآخرين هم «السكون» و«السكاسك»، وتتفرع من هذه الأقسام الثلاث أكثر من خمسين قبيلة. يتواجدون في اليمن وسلطنة عمان والإمارات العربية المتحدة وتوجد عشائر في العراق والأردن لا زالت متمسكة بنسبها القديم.
أقدم النصوص السبئية التي تشير إلى «كندة» أشارت إليهم في نجد، في القرن الثاني ق.م، وأشارت نصوص خط المسند إلى كندة ومذحج «بأعراب سبأ».

### مذحج

الشيخ مبخوت بن علي العرادة

يعود أقدم ذكر لقبيلة مَذحِج في القرن الثاني ق.م  وكانوا جزءا من مملكة كندة، وجاء ذكرهم في نقش النمارة لملك مملكة الحيرة، وصفتها نصوص خط المسند بـ«أعراب سبأ». ومذحج واحدة من الأقسام التي تعود إليها أصول قبائل كثيرة في اليمن وباقي شبه الجزيرة العربية، وعدد من الأقطار الأخرى ممن أبقى على ارتباطاته القبلية، عرفت القبيلة في كتب التراث العربية بلقب مذحج الطعان.
تنقسم مذحج تاريخيا إلى ثلاث أقسام هي سعد العشيرة وعنس ومراد، يتواجدون في معظم مناطق اليمن وهم قبائل كثيرة مثل النخع، ويتواجدون في محافظة البيضاء وأبين وبنو الحارث بن كعب، وفي شبوة ومأرب وصداء، وعبيدة في مأرب والحبّاب من قحطان كذلك، والمنهالي في شمال حضرموت وسنحان، وحول صنعاء وهي قبيلة علي عبد الله صالح وحكم في تهامة، وقبيلة الحداء وهم من مراد، والقرادعة في مأرب وهم من مراد كذلك، ومنهم الشيخ علي بن ناصر القردعي المرادي قاتل الإمام يحيى حميد الدين.
وتتواجد قبيلة عنس في ذمار، وقبيلة آنس، وأحدهم الآنسي وهي قبيلة أصلها من مذحج، ولكنها دخلت في بكيل، مثل قبائل كثيرة غيرها، وهناك قبيلة الرياشية وأحدهم الرياشي في محافظة البيضاء والضالع من مذحج، وذكر بعض أهل الأخبار أنهم من كندة وغيرهم كثير، فمذحج قبائل كثيرة ومنهم عشائر الدليم في بادية العراق وسورية، التي تتعقب أصولها إلى زبيد.

### حِمْيَر

كتابة حميرية وهي تلك التي يسميها علماء العربية الجنوبية "سبئية متأخرة " ويظهر اختلاف واضح في الأسلوب والشكل بينها وبين الكتابات السابقة لخط المسند

هو الابن الأكبر لسبأ، وأخ كهلان، على زعم الإخباريين،  رغم أن الحميريين من أسقط سبأ وحضرموت ووحدوهما في دولة واحدة، ولا يوجد مايشير أن حمير كانوا أبناء لسبأ، إذ ذكرتهم النصوص السبئية القديمة باسم «ولد عم»، وعم هذا كان الإله الأكبر لمملكة قتبان القديمة وليس سبأ،  استولوا على «دهسم»، وهي أرض قبيلة يافع والمعافر، واقتتلوا مع سبأ طويلا، حتى أسقطوها نهائيا قرابة 275 ميلادية.
كثير هي القبائل التي تنسب إلى حمير في أرجاء اليمن وخارجها، والحديث عن أقسامها يعتمد على كتابات الإخباريين لا النقوش المسندية، فلم تذكر النصوص المسندية أن حمير أو «حميرم»، كان رجلا وله أبناء أو أن اسمه الحقيقي كان «العرنج»، ولكن لارتدائه حلة حمراء سمي بحمير،  مثل سبأ فالحميريين أسرة حاكمة قديمة، انضمت إليها القبائل ضد سبأ وعدهم الإخباريون «قبائل حمير».
أقدم النصوص المكتشفة عن حِميَّر، هو نص حضرمي يشير إلى بناء سور حول وادي لبنة بحضرموت، كانت مهمته إعاقة الحميريين من التعرض لقوافل مملكة حضرموت، بين شبوة وميناء قنا، وحجزهم عن تجاوز أراضي مملكة حضرموت نحو الساحل، ويعود تاريخ النص لعام 400 ق.م (القرن الخامس)،  كون الحِميَّريين حكومتهم على أواخر القرن الثاني قبل الميلادي، في وقت ضعفت فيه مملكة سبأ كثيراً، فاكتسح الحِميَّريين المناطق الوسطى والجنوبية من اليمن «حالياً»، وأتخذوا من ظفار يريم عاصمة لهم،  أول قيل للحميريين كان شمر ذو ريدان، الذي خاض معارك عديدة ضد إيلي شرح يحضب، وتحالف مع كل عدو للسبئيين، إلا أنه لم ينتصر واضطر في نهاية المطاف لمصالحة ملك سبأ، بل إنضم كقائد في جيوشه،  وكانت حٍميَّر منقسمة فمنهم من كان محالفاً لسبأ، ومنهم من بقي مستقلا لا يعترف بحكومة السبئيين، التي كانت ضعيفة في تلك الفترة، فظهرت أربع سلالات ملكية في اليمن، حاشد وبكيل وسلالتان من حِميَّر، كل قيل منهم يلقب نفسه بلقب «ملك سبأ وذو ريدان»،  استمر الاضطراب لمدة قرن ونصف من الزمان، وظهر وفق بعض التقديرات إثنا عشر قيل حِميَّري، قبل أن يتمكن الحِميَّريين من تثبيت ملكهم عام 275 للميلاد، بقيادة شمَّر يهرعش.

### حضرموت

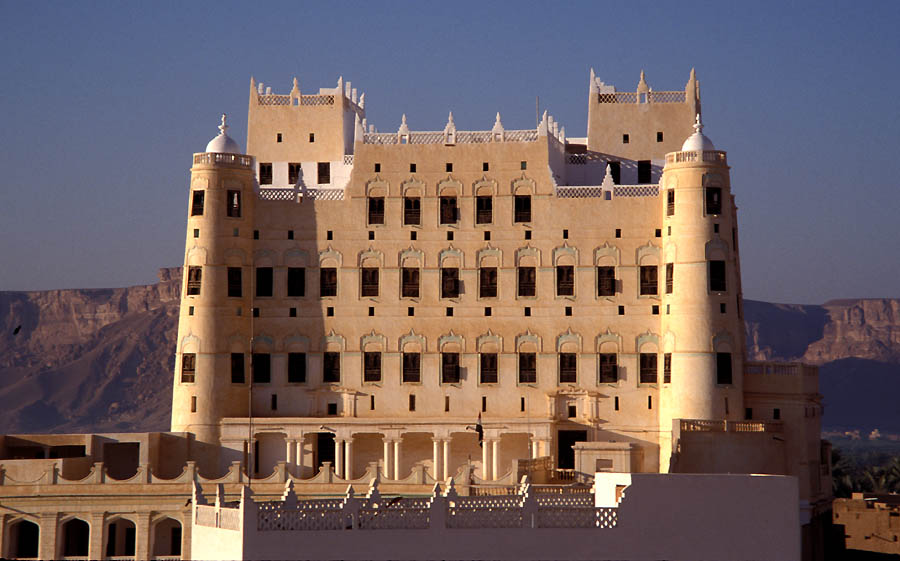
قصر الكثيري أو قصر سيؤون وهو الآن متحف

حضرموت هو اسم اتحاد قبلي قديم، عده النسابون والإخباريون بطنا من بطون حمير، وبعضهم قال أن رجلا اسمه «عامر بن قحطان»، كان يكثر القتل فكلما رآه أعداؤه قالوا «حضر موت»،  وغيرها من الروايات التي لا سند أركيولوجي لها، ولا دليل فحضرموت ليست حميرية، بل هي أقدم من حمير،  والقبائل الحضرمية في عداد القبائل الحميرية مثل سيبان ونوح والصدف والصيعر. رغم عدم اكتشاف كتابة بالمسند، تتعلق بسلسلة بنسب لكل القبائل بما فيها قبائل حضرموت تثبت «حِميَّرية» هذه القبائل.
سيبان ونوح قبائل قديمة، وجاء ذكر سيبان إلى جانب المهرة، في نص دونه شميفع أشوع الحميري، ولم يذكر في النص أي سلسلة نسب،  وأختلف حولها في كتابات أهل الأخبار، فمن قال أن حضرموت حميرية جعلهم في حمير، ومن قال غير ذلك وصفهم بأنهم أحياء من حضرموت، وهو للصواب أقرب،  حيث أن هذه القبائل مثل سيبان ونوح والحموم، هي أقرب للمهرة وسكان سقطرى في ملامحهم وملابسهم، ولا علاقة لهم بحِميَّر.
وتعد حضرموت بشكل عام، أقل قبلية إلى حد ما من مناطق أخرى في اليمن، رغم تواجد القبائل، وفي دراسة أجرتها الباحثة الأمريكية «سارة فيليبس» بالتعاون مع جامعة صنعاء، كانت نسبة من صرح أن الولاء يجب أن يكون للدولة لا للقبيلة أعلى بنسبة 70% من سكان محافظة عمران مركز آل الأحمر.

### قضاعة
لم يرد اسم قضاعة ولا «عدنان» في نصوص قديمة تسبق الإسلام، وورد شيء يسير عن «قحطن» (قحطان) في نصوص المسند كاسم أرض، لا بالشكل الذي صوره الإخباريون في عصور بني أمية والعباس،  تضم قضاعة قبائل كثيرة منها متواجد في جنوب الجزيرة العربية، ومنها ما هو في شمالها، وكان عصر بني أمية بداية التفاخر بين القبائل العربية، وكل ينسب القبائل التي يريد إلى قسمه، ويؤلف الأساطير وينظم أشعار الهجاء ضد الأقسام الأخرى، حتى وصل الأمر إلى الموالي، فكل مولى كان يفخر بأصل سيده ويهجو الأخرين،  وكانت معركة مرج راهط أحد أهم الحروب التي ساهمت في تغذية الأحقاد، فاليمانيون كانوا في طرف مروان بن الحكم، والقيسية كانوا مع عبد الله بن الزبير،  فالخلاف عند الإخباريين وأهل الأنساب حول «قضاعة» مرده هذا التفاخر، القبائل التي تعد في قضاعة، ذكرت في نصوص المسند دون أجداد بل أقوام وأبرز هذه القبائل خولان، التي جاء ذكرها باسم «خولن»، و«ذي خولن»، وقبائل «قضاعية» أخرى مثل «كلب» (بنو كلب) و«نهد» و«عذرت» (عذرة)، لكنها لم تذكر ككتلة قبلية واحدة اسمها «قضاعة» على الإطلاق،  ومنهم أعرابي كنهد وخولان منقسمة، فهي تعيش في أعالي الجبال، ولهم امتداد خارج اليمن، في كثير من الأقطار العربية،  والغالب أن قضاعة حلف لعدة قبائل متباينة، ظهر في العصر الأموي وتشتت بعده.

### يافع

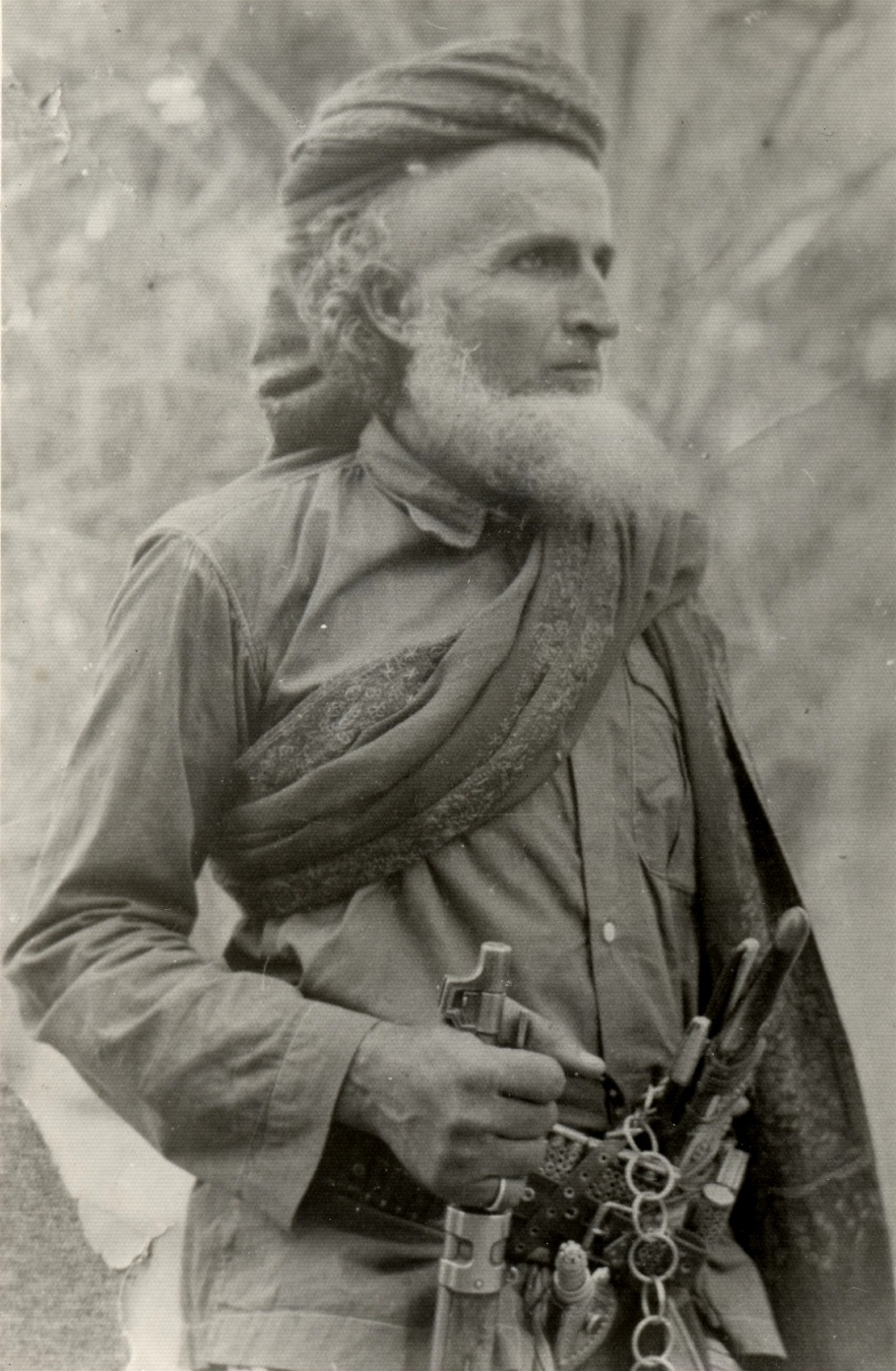
أحد مشايخ العوالق في صورة قديمة

يافع هي قبيلة تنتمي إلى حمير بن سبأ، وكانت تُعرف بلادهم في نصوص المسند باسم «دهس» أو «دهسم» ثم سميت على اسمهم لاحقًا في عهد سلطنة يافع العليا، تنقسم قبيلة يافع في منطقة يافع إلى قسمان اساسيان وهم بنو قاصد وبنو مالك، وقد اقاموا عدة سلطنات على مر التاريخ في اليمن وخارجها، مثل الدولة الطاهرية إمارة آل كساد والسلطنة القعيطية وإمارة آل بريك وغيرها أما في خارج منطقة يافع فيتم تقسيمهم بالعادة إلى ثلاث بطون كبرى وهم الموسطة والظبي وبنو قاصد ويطلق عليهم جميعًا لقب عيال مالك أو بنو مالك نسبة إلى جد يافع ناعتة الذي كان يلقب بمالك، وهم منتشرون في جميع محافظات اليمن تقريبًا وخصوصًا في حضرموت ، كما أنهم اشتهروا بكونهم من أوائل القبائل التي اهتمت بالدعوة السلفية النجدية في اليمن بعهد الإمام محمد بن عبدالوهاب.
لعبت يافع دورا إلى جانب قبائل أخرى في ثورة 14 أكتوبر ضد المستعمر البريطاني، ولكن عكس المناطق الشمالية للبلاد، فإن الثورة وجلاء المستعمر لم يزد من نفوذ القبائل، بل زاد في ضعفها وتفككها مع اختلافات بسيطة من محافظة جنوبية لأخرى، ومرد ذلك سياسات الحزب الاشتراكي اليمني، الذي أمسك بزمام السلطة عقب طرد المستعمر الإنجليزي من عدن، وقد وضع الحزب الاشتراكي ذلك من ضمن أولوياته،  إلا أن الانتماءات القبلية، (أو مناطقية بصورة أدق) ظهرت على السطع من جديد خلال حرب 1986، بين أنصار عبد الفتاح إسماعيل وعلي ناصر محمد.

### العوالق
العوالق من أكبر التكتلات القبلية جنوب البلاد، وأكثرها نفوذاً،  هم اتحاد قبلي من محافظة شبوة ببادية شرق اليمن، معظم أسر الاتحاد تتعقب أصولها لحِميّر وكندة ومذحج وظهروا باسمهم هذا في أواخر القرن الثامن عشر. أسسوا عدة سلطانات في التاريخ الحديث لليمن مثل سلطنة العوالق العليا وسلطنة العوالق السفلى وغيرها مثل سلطنة آل دغار ومشيختهم في آل فريد، وهي قبيلة متماسكة مقارنة بغيرها من القبائل القاطنة جنوبي البلاد، ويتواجدون في شبوة.

## البنية القبلية التقليدية
يمكن تصنيف البنية القبلية في عدد من المستويات التنظيمية، هي: الاتحاد القبلي، القبيلة، العشيرة، البيت، وهذا تصنيف أكاديمي، أما على مستوى الاستخدام اليومي، فإن مصطلح القبيلة يستخدم للإشارة إلى الاتحاد القبلي، كما يستخدم لوصف القبيلة والعشيرة، وبمقارنة التقسيم القبلي مع التقسيم الإداري لليمن، فإن «الاتحاد القبلي» يمتد على مستوى عدد من المحافظات، فيما «القبيلة» تتطابق مع المديرية غالباً، وإن كانت أحياناً تضم عدة مديريات، وتتشارك أكثر من قبيلة في المديرية الواحدة أحياناً أخرى، أما «العشيرة» فإنها تتطابق مع المركز أو العزلة، فيما يتطابق البيت مع القرية، وتحمل كثير من القرى اليمنية تسمية بيت (مثل بيت الأحمر)، لتشير إلى رابطة مكانية أو إدارية ورابطة قرابية في الوقت ذاته.
على الرغم من أن دراسات الأنساب، ترى أن رابطة النسب هي الرابطة الأساس في المجتمع القبلي بمختلف مستوياته، غير أن هذا التعميم غير صحيح، فقد لعبت عوامل سياسية واقتصادية عديدة دوراً في تشكيل وإعادة تشكيل الاتحادات القبلية، عن طريق نظام المؤاخاة. فقد انسلخت بعض القبائل عن اتحاد قبائل مذحج، فانضمت إلى اتحاد قبائل حاشد واتحاد بكيل،  وبالتالي فإن الرابطة على مستوى «الاتحاد القبلي» هي رابطة تقوم على الموالاة، أما على مستوى القبيلة فإن الرابطة تقوم على المصلحة المشتركة، فالقبيلة على هذا المستوى هي تنظيم لإدارة الموارد الطبيعية، وتشكل القرابة الرابطة على مستوى العشيرة أو البيت، حيث تضم أفراداً يتصلون بصلة قرابة إلى الجد الخامس أو السادس أو السابع.

### التركيب الاجتماعي
شكلت القبيلة اليمنية تاريخياً وحدة سياسية واقتصادية متكاملة ومستقلة عن غيرها من الوحدات، فكانت تمثل تنظيماً لإدارة الموارد الطبيعية المملوكة ملكية جماعية، ووحدة عسكرية تضطلع بالدفاع عن أفرادها والأفراد والجماعات التابعة لها، وتنظيم اجتماعي، ينظم العلاقة بين أفراده، وقد تم تحديد المكانة الاجتماعية للأفراد في الجماعة القبلية، والعلاقات الاجتماعية المنظمة لتعاملاتهم اليومية وأنماط سلوكهم الاجتماعي، على أساس الأدوار التي يضطلعون بها في مجال إنتاج المتطلبات الاقتصادية للجماعة القبلية وحمايتها، فكان الاقتصاد القبلي في الجزيرة العربية حسب «خلدون النقيب» هو اقتصاد غزو، لذلك فقد احتل الأفراد الذين يضطلعون بمهام حماية القبيلة بمكانة عليا في القبيلة، فلم تكن القبيلة مكونة فقط من الأفراد الذين ينحدرون من أصل واحد مشترك، بل انضم اليها أفراد من خارج الوحدة القرابية، إما اختيارياً من خلال نظام المؤاخاة، أو إجبارياً من خلال الضم والإلحاق لأسرى الحروب، ويحتل الأفراد الذين ينضمون للقبيلة عن طريق المؤاخاة مكانة مساوية لأفرادها الأصليين، طالما كانوا ملتزمين بدفع «الغرم»، ويساهمون في الدفاع عنها.
ورث الشعب اليمني تقاليد وعادات اجتماعية قديمة للغاية تعود إلى عصور ماقبل الميلاد، تتعلق الأمر بالأنماط الاجتماعية وأدوارها،  فاليمنيين القدماء كانوا ينظرون إلى المكاربة أو الكهان نظرة تبجيل واحترام، كونهم من يمثل السلطة الدينية للمجتمع، فضلاً عن أن وحدة التعامل في «المجتمع القبلي» هي العائلة لا الفرد، فقد احتل السادة الهاشميون مكانة اجتماعية عالية في القبائل التي ارتبطوا بها، وقد كانت وظيفتهم الأساسية هي الوساطة بين القبائل، إضافة إلى عرف قبلي يحتم على القبيلي حماية الجار، «فالسيد» لا يقاتل ولا يحمل السلاح وكانوا يعيشون تحت حماية القبائل.
تليهم طبقة «المشايخ أو القضاة» وهؤلاء من أصول قبلية، لكنهم لا يحملون السلاح في الغالب،  ثم «القبيلي» وهو في العادة من يحمل السلاح، وقد يعمل بأعمال زراعية إلا أنهم ينفرون عن الأعمال اليدوية والحرفية، والحقيقة أن «القبيلي» هي أعلى طبقة اجتماعية وما مركز «السادة» والقضاة إلا برضا واقتناع القبليين. وكان هناك طبقات تحتل مكانة اجتماعية متدنية، منها طبقة الحرفيين والصناع وهناك «المزاينه» وهم الختانين والحلاقين والحجامين وهناك «القشامين» وهم بائعي الخضروات وأصحاب البسطات والعربات، وهناك «الدواشين» وهم من يلقي قصائد الترحيب وينشد الزامل، وتوفرت الحماية لهذه الفئات من القبائل بحكم الحاجة لخدماتهم.

### توزيع السلطة

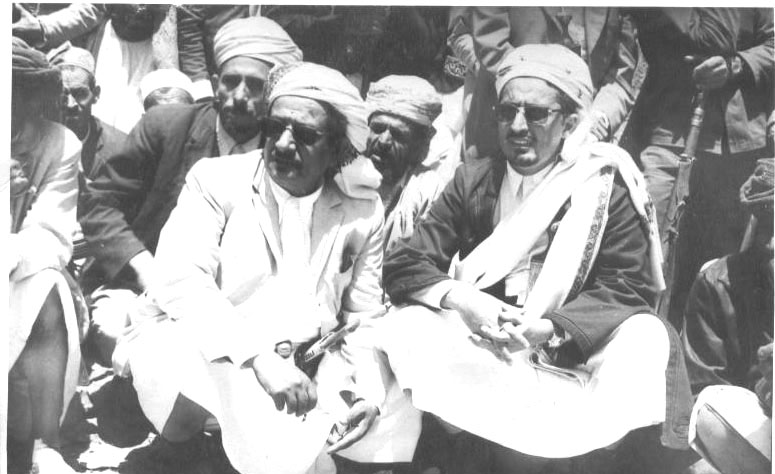
شيخ مشائخ حاشد سابقاً، عبد الله الأحمر (يمين) في 1965

اتخذ توزيع السلطة في المجتمع القبلي التقليدي في اليمن نمطاً تراتبياً (بالإنجليزية: hierarchy)‏ موازياً لتراتبية التنظيم القبلي، ففي قبائل حاشد، يقف على رأس السلطة القبلية «شيخ المشايخ»، يليه «شيخ الضمان»، ثم الشيوخ، ثم العقال والأمناء. وفي اتحاد قبائل بكيل، هناك «شيح المشايخ»، ويليه رؤساء القبائل «النقباء» ، ثم المشائخ يليهم العقال والأمناء. أما في قبائل حضرموت فيرأس كل زي «طائلة»، ويرأس كل قبيلة «مقدم» ، ويرأس كل فخذ «دخيل»، وأقتصر مصطلح شيخ في حضرموت على شيوخ العلم الديني.
ويشكل أصحاب رتبة «شيخ المشايخ ومشايخ الضمان» في قبائل حاشد وما قابلها في القبائل الأخرى، يشكلون النخبة والسلطة السياسية للقبيلة،  أو ما يطلق عليهم في الكتابات التاريخية الإسلامية «أهل الحل والعقد»،  فهم مخولون من قبائلهم بعقد المعاهدات والاتفاقات والأحلاف مع الدولة والقبائل الأخرى أو حلها، وتمثيل القبيلة أمام الدولة والقبائل الأخرى.

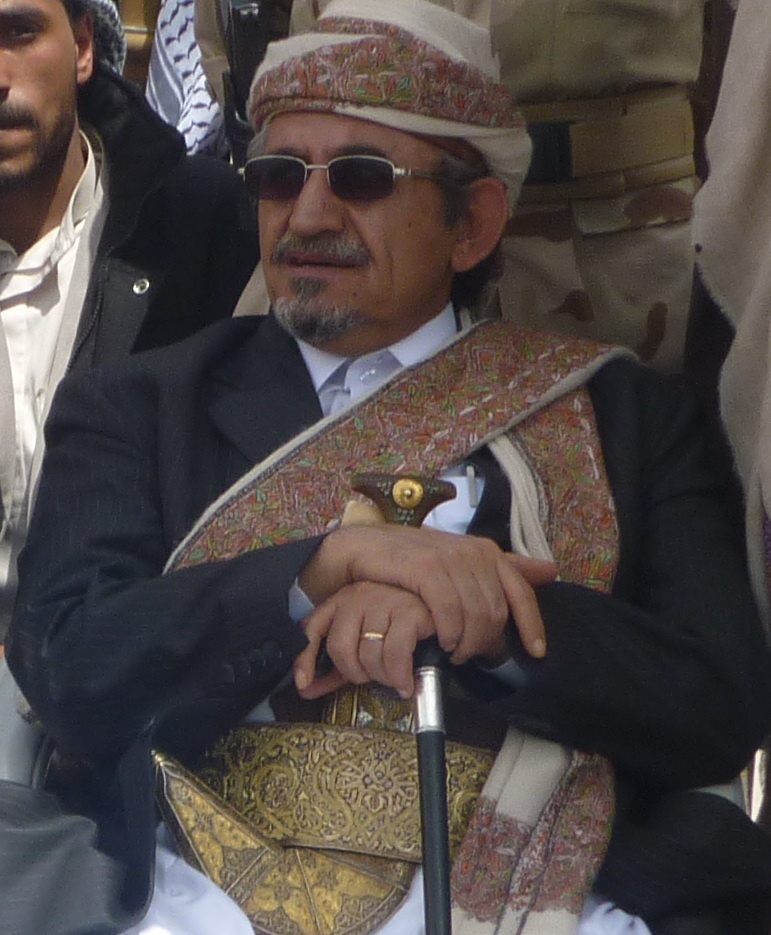
الشيخ صادق الأحمر شيخ مشايخ حاشد

الشيخ سنان أبو لحوم شيخ مشايخ بكيل

أما أصحاب الرتبة الثالثة في توزيع السلطة «الشيوخ» وما قابلها، فيشكلون النخبة العسكرية في القبيلة، ويتولون مهام تعبئة المقاتلين القبليين، وقيادتهم أثناء الحروب، أما من يليهم في الرتبة «العقال والأمناء» وما قابلهم، فهم يشكلون السلطة التنفيذية في القبيلة، حيث يقومون بجمع الزكاة وتنفيذ ما يكلفهم به أصحاب الرتبة الأعلى، كأستدعاء الخصوم وتوثيق العهود والإشراف على توزيع مياه الري، وغيرها من المهام.
على الرغم من الاختلافات في بنى السلطة القبلية من اتحاد قبلي لآخر، إلا أن المشترك بين جميعها أن شاغلي مناصب السلطة القبلية كان يتم اختيارهم من قبل أفراد القبيلة بشكل مباشر أو غير مباشر، فقد كان الشيوخ في بلاد الفضلي يختارون من قبل أفراد قبائلهم،  وكذلك الأمر في سلطنة الواحدي، وفي قبائل الفضلي في أبين، وفي بعض القبائل مثل قبيلة «بن عبد المانع» كان يتم تداول المشيخ بين أقسامها الثلاثة، وفي قبائل حاشد وبكيل كان يتم اختيار شيوخ القبائل في الماضي من خلال توقيع مشائخ القرى وعقالها، أما حالياً فالمشيخة باتت محصورة في بيوت معينه، وباتت وراثية، فالأبن الأكبر يصبح شيخاً بعد وفاة والده. وفي حضرموت كان يتم اختيار المقدمين من خلال التشاور والتوافق بين «دخلاء» الفخائذ، ويتم تنصيبه في اجتماع يمسى «اجتماع الدخالة». وبشكل عام فقد كان الشيخ في المجتمع القبلي التقليدي خاضعاً لمحاسبة القبيلة، ويمكن أن يتم تغييره إذا تبين أنه متغطرس أو مستبد.
وبالنسبة لأصحاب الرتبة الأولى «شيخ المشائخ» فطريقة اختيارهم كانت ولازالت تتم عبر آليه تشبه نظام البيعة،  فقد تم مبايعة الشيخ صادق الأحمر، خلفاً لوالده عبد الله الأحمر في 2008، وبنفس الأسلوب تم تنصيب الشيخ سنان أبو لحوم شيخاً لمشائخ بكيل في 1977، وكذلك تنصيب نجله من بعده في مؤتمر قبلي في 1982.
إن تسييس السلطة الاجتماعية لشيوخ القبائل كانت له آثار سلبية على الدولة والقبيلة على حد سواء، فقد أدى على مستوى القبيلة إلى تحولها من بنية مساواتية إلى بنية تراتبية، وتحول السلطة الاجتماعية من سلطة قائمة على القبول إلى سلطة إلزامية، وأضعف التضامن الاجتماعي بين أفراد كل قبيلة، ولم يعد شيوخ القبائل ممثلين لقبائلهم أمام الدولة، بل باتوا ممثلين للدولة في مناطقهم، وفي أوساط قبائلهم، وبالتالي لم يعودوا محاسبين أمام أفراد القبيلة، مما ساهم في تآكل الفضاء الوسيط بين الدولة والمجتمع.
أما على مستوى الدولة، فقد ساهم تسييس السلطة الاجتماعية لشيوخ القبائل في إضفاء ملامح السلطنة على الدولة، وأضعف قدرتها على إنفاذ القانون، وساهم في تقاسم القبيلة والحكومة سلطة الدولة، وأضعف من قدرة الحكومة على احتكار ممارسة السلطة السياسية.

### العلاقات الاجتماعية
اتسمت العلاقات الاجتماعية في المجتمع القبلي اليمني بطابع جمعي، فوحدة التعامل هي العائلة وليس الفرد، وملكية المراعي والموارد الطبيعية هي ملكية جماعية، وغالباً ما كانت النزاعات الفردية تتحول إلى نزاعات جماعية  فقد صممت القبائل اليمنية نظاماً عدلياً عرفياً للتحكيم، يقوم على التسوية والمصالحة لا على العقاب،  ففي القبيلة لا توجد سلطة مخولة لفرض العقوبة على الأشخاص المخالفين،  فشيوخ القبائل هم محكمون بين القبائل لا خكاماً عليها، لذلك انتشرت ظاهرة الثأر في أوساط القبائل اليمنية، ولم يكن الثأر يتم من القاتل، بل من أي فرد من أفراد العشيرة التي ينتمي إليها.
ولكل قبيلة يمنية «ديوان»، يشكل فضاءً وسطياً بين القبيلة والدولة، وفضاءَ عاماً، يشكل مجالاً للتداول حول القضايا العامة للقبيلة، واتخاد القرارات المتعلقة بإدارة الموارد، وتسوية الخلافات بين العائلات والعشائر،  عبر عملية توافقية كانت تتم بين أفراد القبيلة.
أما مؤخراً فلم تعد عمليات صناعة القرار الخاص بالقبيلة تتم من خلال التوافق، بل بات الشيخ هو الذي يتخذ معظم القرارات، دون الرجوع إلى جمهور القبيلة، وهذا هو ما جرد القبيلة من طابعها المدني التقليدي، وعزز طابعها العصبوي، وعوق تطور المجتمع المدني الحديث.

### الفئات المهمشة

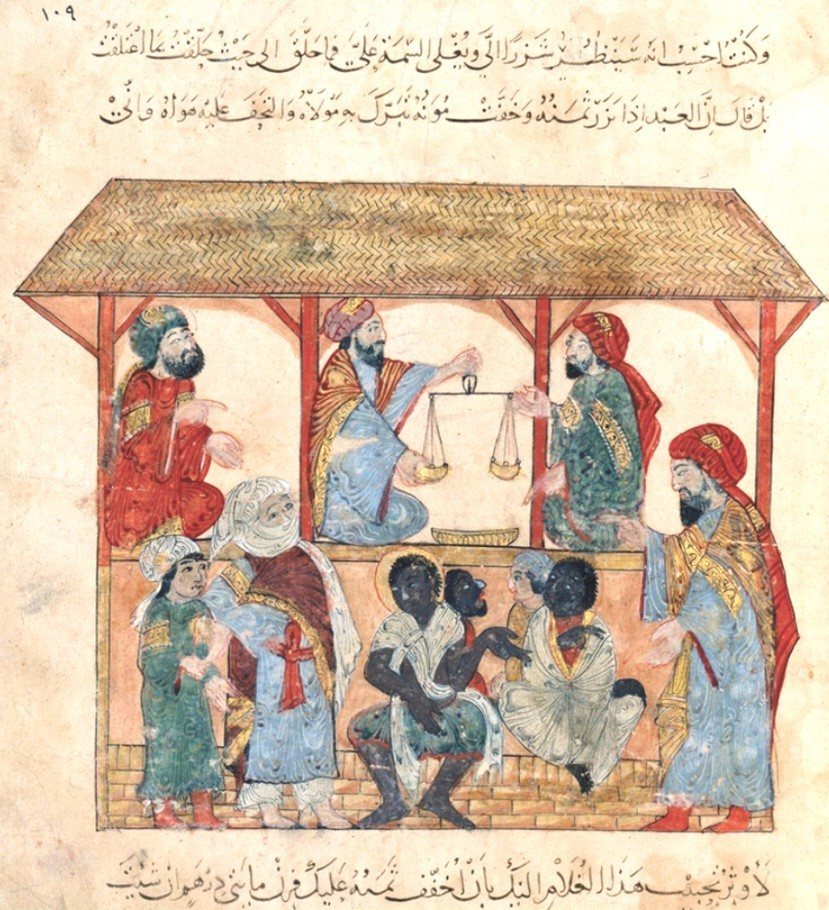
سوق النخاسة في زبيد في القرن الثالث عشر الميلادي بريشة يحيى بن محمود الواسطي من مقتنيات مكتبة فرنسا الوطنية بباريس

قديماً كان المجتمع ينظر نظرة دونية للمغنيين ولكن الأمر تغير حديثاً فالعديد من المغنيين اليمنيين الذين ظهروا حديثا ينتمون لفئات مجتمعية مختلفة وأدنى طبقات السلم الاجتماعي ما يُعرف بالمهمشين  لم تعد هذه الأعراف بتأثيرها السابق أو أنها بقت بشكل رمزي فقط مع بقاء تمييز وتهميش واحتقار لما يسمى بالأخدام أو المهمشين تصل إلى درجة الاعتداءات الجسدية وتجاهل السلطات  حالة الأخدام في اليمن قريبة من الباريها في الهند يتم الخلط بين الأخدام والعبيد ولكن الحقيقة أن من يُعرفون بالأخدام ليسوا عبيدا أو مماليك ولم يكونوا كذلك. هذه التقسيمات كانت موجودة في شمال اليمن وجنوبه باختلاف المسميات فمرادف القضاة في شمال اليمن (ينتمي إليهم الراحل إبراهيم الحمدي) هم «المشايخ» في الجنوب وحضرموت ولهذه التقسيمات جذور قديمة تعود لتاريخ اليمن القديم.

مسيرة للـ"مهمشين" في الحديدة

في عدن، كانت الأمور مختلفة فعدن مدينة تجارة من عصورها القديمة كان يطرقها التجار ولا يُعرف من هم سكانها الأصليون ففي عام 1872 كان عدد سكان المدينة 19,289 العرب منهم كانوا 4,812 و965 منهم من سكان المدينة الأصليين و8,168 هندي المسلم منهم 2,557 والبقية أفارقة (شرق أفريقيا) أما على الصعيد الديني، فإن الزواج بين الزيدية والشافعية شائع في اليمن  أما الإسماعيلية فيتزاوجون فيما بينهم وهناك أقلية إثنا عشرية صغيرة جداً لا تعترف الحكومة اليمنية بوجودهم ويعانون من عزلة مجتمعية كذلك.
التزاوج من اليمنيين اليهود مرفوض اجتماعيا لعوامل دينية بالدرجة الأولى وحتى اليهود اليمنيون يرفضون تزويج بناتهم لمسلمين ولكنهم أضعف اجتماعياً وقانونياً من أن يوقفوا زيجات كهذه. قديما وقبل الإسلام كان التزاوج والتصاهر مع اليهود شائعا في اليمن بل يهود اليمن أنفسهم هم خليط من عبرانيين وقبائل  وجودهم قديم للغاية وهم سكان اليمن الأصليين ولا يختلفون عن أبناء القبائل إثنيا أو عرقياً باستثناء معتقدهم الديني وثقافتهم. مع ذلك فإن اليهود اليمنيين يتعرضون لتمييز وتهميش مجتمعي وسياسي تتطرق له المستشرقين الذين زاروا اليمن في القرن العشرين.
كان اليهود صاغة ماهرين ومن أفضل صناع الخناجر وتواجدوا في عدن كذلك حيث كان الإنجليز  ولكن جلهم انتقل للحياة في إسرائيل والولايات المتحدة على أية حال وبقيت منهم أعداد قليلة لا تأثير مجتمعي وسياسي يذكر لهم على الإطلاق. هناك يمنيون من أصول تركية وفارسية وعكس أولئك من أصول أفريقية، اندمجوا في المجتمع بشكل أسرع ولا يوجد تمييز ضد اليمنيين من أصول تركية على الإطلاق  الأوضاع الاقتصادية الصعبة التي تمر بها البلاد ساهمت في إذابة الفوارق فليس كل القبليين في اليمن كالقبائل المحيطة بصنعاء ومحافظة عمران وسنحان التي كانت ترى نفسها مشاركة لعلي عبد الله صالح في الحكم ولكن التمييز الذي يطال ما يقارب الخمس مئة ألف نسمة إلى مليون تقريبا يسمون بالمهمشين أو «الأخدام» إمعانا في احتقارهم لا يزال موجوداً وتم تعيين كرسي واحد لهم في مؤتمر الحوار الوطني اليمني يمثلهم المدعو نعمان الحذيفي  كانت القبائل ولا زالت تعيش في الأرياف إن كانوا من المزارعين أو البادية وكلا الطرفين كان ينظر لأهل المدن والحضر أو أهل السوق كما يسمونهم نظرة دونية. وقد رصد عدد من المستشرقين ذلك في القرن التاسع العشر وذكروا أن أهل المدن كانوا لا يشكلون أهمية في المجتمع خلال الاضطرابات وسيطرة القبائل ولا يبرز نجمهم إلا في ظل حكومة مركزية قوية وهو أمر كان موجودا في كل شبه الجزيرة العربية.

## الدور السياسي
تعتبر القبيلة اليمنية عبر تاريخ الدولة الحديثة وقبلها، ذات أهمية سياسية في بناء الدولة، وهي تشكل جزءًا من سلطتها، وتلعب دوراً رئيسياً في صناعة القرار السياسي، مع أنها لا تمتلك رؤية للتحول الاجتماعي إلا أنها تمتلك تأثيرا في معارضة أو وقف كل قرار يتعارض مع مصالحها، كما أن أتساع وفاعلية الدور القبلي في اليمن عمل على تعزيز البنى القبلية، والالتزام بثقافة الخصوصية وعلاقات المواطنة غير المتساوية، التي ظلت من أهم القضايا التي يدور حولها صراع بين قوى التحديث والقوى التقليدية، وهذا الوضع يضعف دور المجتمع المدني ويجعله غير قادر على المساهمة في عملية التحول الديمقراطي كون القوى التقليدية تعتبر قوى اجتماعية محافظة مقاومة للتغير.
وتمثل القبيلة مكوناً أساسياً من مكونات رأس المال الاجتماعي، وقوة اقتصادية حية تمتد تأثيراتها على العلاقة بين الدولة والقبيلة، وبالتالي تحدد مستوى مأسسة الدولة وقدرتها على توجيه وصناعة القرار، ومدى إعمال سيادة القانون.
يُنظر إلى القبيلة في اليمن على أنها كيان وطني من وجهة نظر المدافعين عن وجودها بشكلها الحالي، فهي جزء رئيسي وقديم من مكونات الشعب اليمني ويرى المراقبون أن علي عبد الله صالح استخدم القبيلة ووجهها ضد القيم المدنية، حتى غدت مدنية المجتمع المدني مرهونة بيد مشايخ القبائل، ولم يعمل نظام علي عبد الله صالح لمدة 33 سنة على إرساء قواعد مجتمع مدني،  ولتحسين صورة النظام بالغ علي عبد الله صالح في تصوير طبيعة القبائل اليمنية، ولإضفاء شرعية له أمام المجتمع الدولي،  ترى الباحثة سارة فيليبس أنه قد يُعتقد أن الديمقراطية في اليمن الأكثر احتمالا للنجاح من غيرها من الدول العربية بسبب الطبيعة الإغالترية للقبائل، ومنعها لأي سلطة تسلطية من الاستبداد في البلد، إلا أن علي عبد الله صالح استعمل القبائل لصالح ترسيخ دعائم حكم الأقلية في البلاد.

### في الجنوب وحضرموت

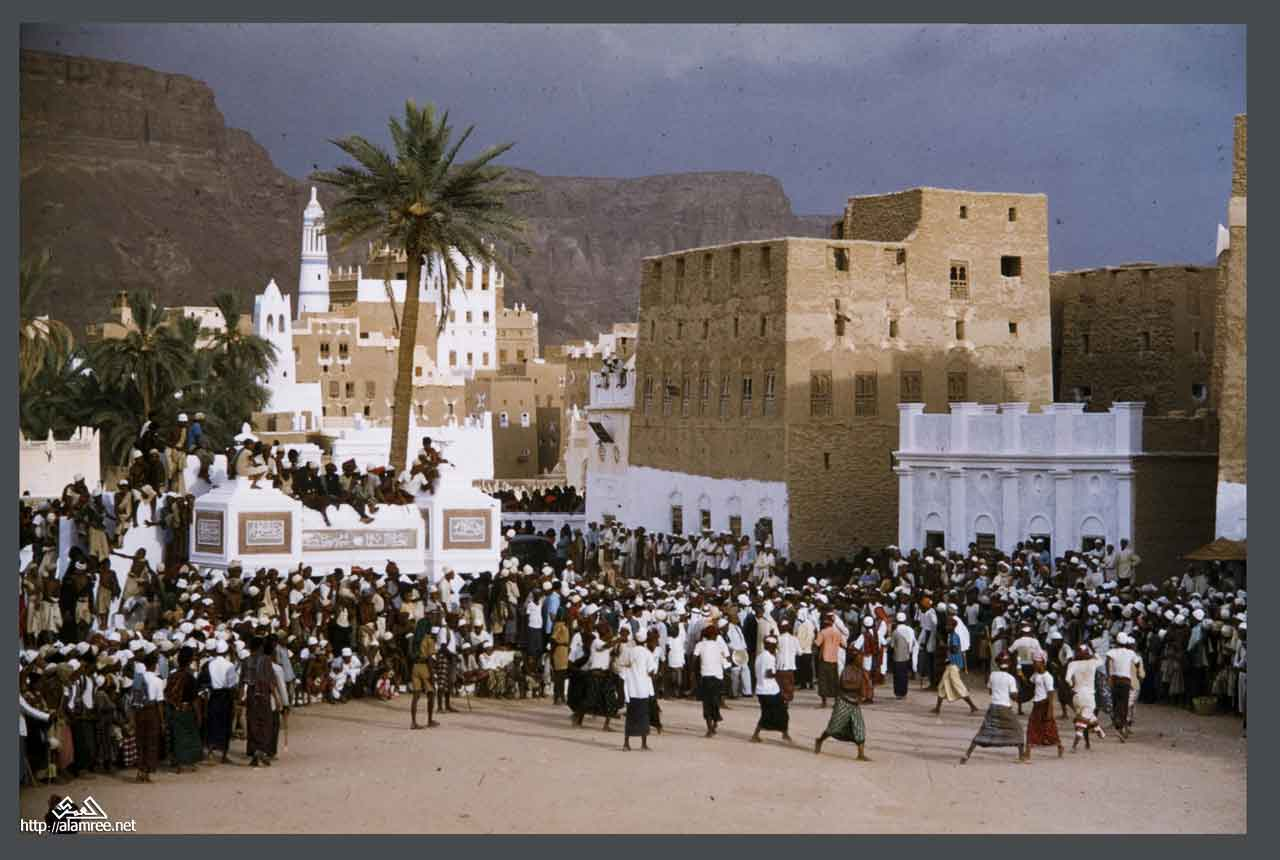
مدينة سيئون، حضرموت، صورة قديمة

منذ أن احتل الكابتن ستافورد هينز عدن في 19 يناير 1839 انتهج سياسة قائمة على إثارة القبائل لتقتتل فيما بينها، بما يقلل من احتياجه لقوات بريطانية كبيرة، وقد وافقت حكومة الاحتلال على هذه السياسة،  وقد نجح هينس ومن جاء بعده في تقسيم الجنوب والشرق اليمني إلى مشيخات وسلطنات وإمارات ودويلات وصل عددها إلى 25 دويلة قبلية، ارتبط جميعها باتفاقيات حماية مع الإدارة الاستعمارية في عدن.
وعندما نال الجنوب استقلاله في نوفمبر 1967، عملت الدولة الجديدة على القضاء على سلطة شيوخ القبائل، فدمجت الدويلات القبلية في دولة قومية واحدة، فلم يكن هناك دور قبلي سياسي بارز، فكانت سياسات الحزب الاشتراكي اليمني، من أسباب سيطرة الدولة، وغياب سلطة القبائل في جنوب البلاد قبل الوحدة اليمنية عام 1990، فقد نجح الحزب الحاكم في بناء دولة قوية مسيطرة على مصادر الدخل ولكنها كانت دولة شمولية منغلقة، ذو علاقات سيئة مع معظم دول المنطقة وكذلك فاشلة اقتصادياً. أما في مناطق حضرموت فكانت سلطة القبيلة أقل ما يمكن في الجنوب بسبب سياسات الاشتراكي، وبسبب الشتات الحضرمي في جنوب شرق آسيا وشرق أفريقيا والخليج، فالحضارمة خارج حضرموت أكثر ممن هم بداخلها، وبقيت رمزية ضعيفة، ولكن القبيلة باقية قوية في مناطق في الجنوب ، مثل أبين وشبوة والضالع وازدادت قوة بعد الوحدة اليمنية وحرب صيف 1994 إلى حد ما، ولكنها ليست بقوة قبائل الشمال ونفوذها.
أما في الدولة التي تشكلت شمالاً بعد ثورة 26 سبتمبر فقد عمدت على إلى ضم شيوخ القبائل إلى الجسم السياسي للدولة، وشهدت الدولة اليمنية شمالاً قبل الوحدة صراع بين قوتين من العسكر ومشائخ القبائل، إلى أن أوجد علي عبد الله صالح، الذي لا ينتمي لقبيلة قوية ولا يمتلك خبرة عسكرية طويلة، نوعاً من التوازن والتوفيق بين القوى القبيلة والجيش في بداية حكمه، إلا أنه بدأ بتغيير مواقفه في فترات لاحقة وحول الجيش إلى ما يمكن تسميته بالـ«قطاع العائلي».

### الجمهورية العربية اليمنية

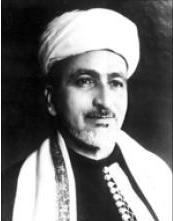
عبد الرحمن الأرياني ثاني رئيس للجمهورية العربية اليمنية

تولى القاضي عبد الرحمن الإرياني الرئاسة عقب عزل عبد الله السلال، ينتمي عبد الرحمن الإرياني لمحافظة إب وأبناء هذه المنطقة ليسوا بنفوذ القبائل حول صنعاء ولكن النخب التي تنتمي لهذه المحافظة مثل بيت الإرياني تدرك أن مصلحتها إبقاء علاقات طيبة مع النخب القبلية لافتقارهم قاعدة قبلية تدعمهم.
في فترة رئاسة القاضي عبد الرحمن الإرياني دخل العسكريون طرفاً في معارك السياسة ابتداءً من الصراع حول إنشاء المجلس الوطني،  حيث قدمت القوات المسلحة ما عرف بقرارات تصحيح للقوات المسلحة، طالب ضباط التصحيح بإيقاف الأموال التي تقدمها الدولة لمشائخ القبائل، في أغسطس 1971 استقالت الحكومة وبرر رئيس الوزراء أحمد محمد نعمان استقالة الحكومة لعدم قدرتها على الوفاء بالتزاماتها بسبب استنزاف شيوخ القبائل لميزانية الدولة،  وفي ديسمبر 1972 استقالة حكومة محسن العيني بسبب مطالبه التي لم يستجاب لها وهي حل مجلس الشورى الذي يهيمن عليه المشائخ وحل مصلحة شؤون القبائل ووقف ميزانية المشائخ.

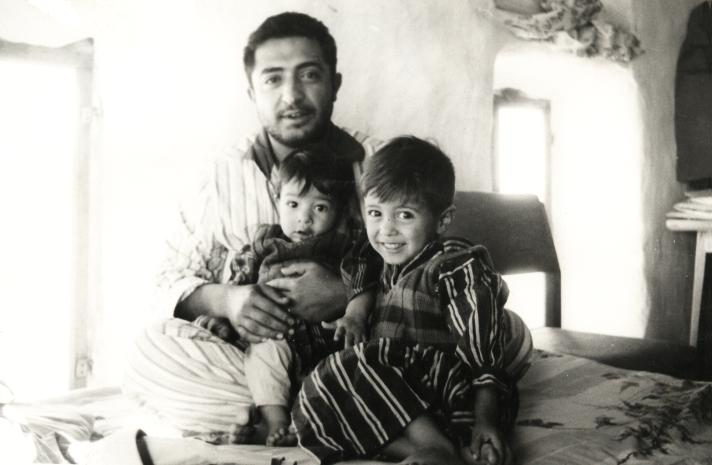
الرئيس المُغتال إبراهيم الحمدي

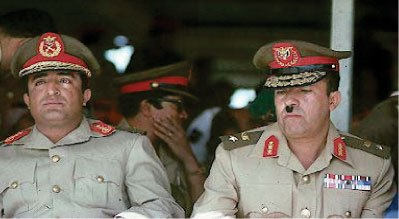
الرئيس إبراهيم بن محمد الحمدي السريحي (يسار) مع أحمد بن حسين الغشمي الحاشدي الذي تولى رئاسة البلاد عقب اغتيال الحمدي

قامت حركة 13 يونيو التصحيحية بقيادة المقدم إبراهيم الحمدي، وأطاح الرئيس إبراهيم الحمدي بالقاضي عبد الرحمن الإرياني وذلك عن طريق إقناع القيادات القبلية، واستخدامها طعما مرحلياً لإدراكه أنهم أصحاب القوة الحقيقة على أرض الواقع. فقام باستمالة سنان أبو لحوم بتعيين قريبه محسن العيني رئيسا للحكومة وأبقى على أقارب أبو لحوم في الجيش، ولكنه سرعان ما تخلص منهم، وعمل الحمدي على التقليل من دور مشائخ القبائل في الجيش والدولة وألغى وزارة شؤون القبائل وقام بتجميد العمل بالدستور وحل مجلس الشورى، وفي 27 يوليو 1975 الذي أطلق عليه «يوم الجيش» أصدر قرارات بإبعاد العديد من شيوخ القبائل من قيادة المؤسسة العسكرية، تحرك الحمدي أغضب عبد الله بن حسين الأحمر رغم أنه منافس لأبو لحوم ولكنه أدرك نوايا الحمدي للتخلص من تأثير القوى القبلية السلبي في الغالب،  حاول الأحمر حشد أنصاره في أرياف صنعاء للإطاحة بالرئيس الحمدي ولكن السعودية، الوصي على القوى القبلية في اليمن عن طريق الأموال التي تدفعها خلال ما يسمى بـ«اللجنة الخاصة»  رفضت دعم الأحمر لإن الحمدي نجح في إيهامهم أنه حليف لهم بتخلصه من آل أبو لحوم،  شهد عهد إبراهيم الحمدي إصلاحات سياسية واقتصادية كبيرة،  وراهن على شعبيته في الأوساط اليمنية ليخرج بلاده من العباءة السعودية، بقصقصة أظافر اللاعبين القبليين الأقوياء،  فعقد قمة رباعية لدول حوض البحر الأحمر، وبدأ بالتواصل مع رئيس جمهورية اليمن الديمقراطية الشعبية سالم رُبيَّع علي بشأن الوحدة اليمنية، وعقد صفقات سلاح مع فرنسا  تم اغتيال إبراهيم الحمدي عام 1977 قبل يوم واحد من توجهه لعدن لبحث الوحدة مع الرئيس سالم ربيع علي.
بعد اغتيال الحمدي تولى أحمد حسين الغشمي الرئاسة وطالب شيوخ القبائل الفريق حسن العمري بمواقعهم في القوات المسلحة ومنهم مجاهد أبو شوارب وعبد الله الأحمر وسنان أبو لحوم، وهو ما تم لهم  فقاموا بتفصيل الوحدات العسكرية على أسس قبلية ومناطقية.

### فترة علي عبد الله صالح
لتعزيز مكان مشائخ القبائل في السلطة أنشأ علي عبد الله صالح في الثمانينات «مصلحة شؤون القبائل» لتقوم بنفس دور وزارة شؤون القبائل التي ألغاها الرئيس المغتال إبراهيم الحمدي في تنظيم توزيع الأموال على النخب القبلية، وأسس لها فروعا في كل محافظات اليمن، 
خلال تسعينات القرن العشرين، اختار علي عبد الله صالح نظام المحسوبية كإصلاح سريع يسمح له بتجاوز عملية بناء الدولة الشاقة. ومع غياب المؤسسات القوية للدولة، شكلت النخبة السياسية في حقبة صالح نموذجا للحكم التعاوني حيث اتفقت مصالح متنافسة على الانضباط من خلال القبول الضمني بالتوازن الناجم، ولم يختل هذا التوازن إلا عقب مساعي علي عبد الله صالح بتقوية مركز ابنه أحمد علي عبد الله صالح. فقام صالح بتعيين أقاربه في مناصب عسكرية متعددة لضمان ولاء المؤسسة، في المقابل يكافئهم علي عبد الله صالح بعمولات مثل السماح لهم بمد أياديهم إلى احتياطيات الحكومة من النقد الأجنبي وتهريب الممنوعات إلى السوق السوداء، أقارب آخرين تولوا مناصب وزارية متعلقة بالتخطيط والعقارات والتأمين وآخرون استولوا على مشاريع عامة مثل شركة النفط الوطنية وخطوط الطيران، وكافأ آخرين عن طريق منحهم احتكاراً لتجارة التبغ وبناء الفنادق،  فابنه أحمد علي عبد الله صالح كان قائد الحرس الجمهوري اليمني، قرابة ثلاثين ألف مسلح يدينون له بالولاء المطلق  ووفقا لوثيقة ويكيليكس المعنونة (05SANAA1352_a)، فإن الجنرال علي محسن الأحمر ويحيى محمد عبد الله صالح متورطين باستخدام ناقلات عسكرية لتهريب الديزل إلى الأسواق اليمنية والسعودية،  رغم أن الأجهزة الأمنية تتبع اسميا وزاريتي الدفاع والداخلية، إلا أن القادة الكبار من سنحان مثل أحمد علي عبد الله صالح ويحيى محمد عبد الله صالح وعلي محسن الأحمر استقلوا بتصرفاتهم إلى حد كبير، ولم يكن هناك فعليا إشراف مدني على الجيش، فأصبح مرتعا مهما للمحسوبية وتوزيع المنافع، عن طريق الجنود الوهميين وتهريب السلاح والوقود والبشر.

### جمهورية ما بعد الوحدة
تمتع المشائخ وزعماء القبائل بسلطات واسعة في الدولة فقد كان رئيس الإصلاح وشيخ مشايخ حاشد عبد الله بن حسين الأحمر رئيساً للبرلمان، ونائبه الشيخ يحيى الراعي من حزب المؤتمر، وهما لا يتمتعان بمؤهلات أكاديمية أو علميه، وإنما كان نفوذهم القبلي من مكنهم من مناصبهم.

شعار حملة شبابية أطلقها الشباب لإلغاء مصلحة شؤون القبائل

بنى علي عبد الله صالح شبكة محسوبية واسعة مع الزعامات القبلية، وهو ما حولهم إلى اتداد للدولة الضعيفة ليعرقل أي حراك سياسي مستقل للقبائل ويمنع تشكيل كيانات قبلية مطاوعة لمؤسسات دولة حديثة،  الرغبة بالاستقلال عن الحكومة نابعة من داخل المجتمع القبلي في اليمن لاقتناعهم أن نظام المحسوبيات أفضل مقارنة بالخضوع لمؤسسات الدولة وحجم النفوذ الذي يتمتعون به في مناطقهم ليس بالأمر الذين يودون التضحية به بسهولة،  فالقبائل من مختلف المناطق تفضل ان تحل مشاكلها بنفسها دون تدخل الدولة، وذلك من خلال الأعراف القبلية التي يعتبروها أفضل لحل النزاعات، رغم مطالباتهم من فترة لأخرى للدولة ببسط نفوذها.
هناك حزبان يسيطران على المشهد السياسي اليمني هما حزب المؤتمر الشعبي العام، وحزب التجمع اليمني للإصلاح، اللذان يتسابقان لاستقطاب مشايخ القبائل، لما يتمتعون به من نفوذ قبلي وسياسي، وعلاقات مع دول الجوار  ولدى الطرفين وسائل إعلامية خاصة به، فحزب الإصلاح لديه الصحف والقنوات الناطقة باسمه وتمثله، وكذلك سيطر المؤتمر الشعبي العام، على وسائل الإعلام الرسمية لعدة عقود، وعندما فقد المؤتمر سلطته عليها قام علي عبد الله صالح بإنشاء قناة اليمن اليوم، وصحيفة اليمن اليوم، بالإضافة لعشرات المواقع الإلكترونية لكلا الطرفين.
لم تألف القبائل الخضوع لسلطة مركزية قوية، فغالبية الدول التي قامت في اليمن، لم تحكم سلطتها على المناطق القبلية وخاصة المرتفعات الشمالية، فقد كان المشائخ هم أصحاب القرار في مناطقهم فقد كان المجتمع اليمني خلال العصور الوسطى منقسماً إلى قرى منعزلة ومكتفية ذاتياً، وكان القبليون في اليمن «أنصاراً وحلفاء» للدولة وليسوا رعايا كما سكان المدن والمناطق الزراعية التي ضعفت البنية القبلية فيها، فقد كانت الدول اليمنية تسيطر على الموانئ والمدن الرئيسية، التي تضعف الروابط القبلية فيها لجبي الضرائب من المزارعين والتجار.
عمل علي عبد الله صالح على إضعاف وتشتيت الطبقة الوسطى المؤثرة وعزز مكانة القوى الرعوية الأبوية المتمثلة بمشايخ القبائل في الأرياف،  في ظل غياب مؤسسات الدولة وضعف مؤسسات المجتمع المدني، تحول اليمنيون إلى مجتمع حشود فلا حكومة ولا نخب ولا تنظيمات سياسية تمثلهم وقضاياهم، وهذه النوعية من الشعوب هي أكثر عرضة للاستبداد، فالاستبداد لا ينجم فقط عن عدوان الدولة على المجتمع المدني، بل عن عدوان السلطة على الدولة، وإعاقتها عن أداء دورها كعامل منظم وفقا لما جاء في الورقة المقدمة من الدكتور الشرجبي لمؤتمر الحوار الوطني  ويمكن تعريف مجتمع الحشود بأنه مجتمع تهيمن عليه أقلية نخبوية مترابطة تتحكم بمصائر بقية الشعب عن طريق التلاعب فهو نقيض المجتمع المدني  أدى تفتيت المجتمع إلى إضعاف المجال العام، بما جعله غير قادر على القيام بدوره في مجال التحول الديمقراطي، بسبب التمفصل بين السلطة السياسية والسلطة الاجتماعية واستمرار الولاءات المحلية التقليدية، الأمر الذي يولد خمولاً سياسياً عند السكان،  فالانضمام للأحزاب وفي الأرياف تحديدا يتم بشكل جماعي بسبب استمالة الحزبين الرئيسيين في اليمن وهما المؤتمر الشعبي العام والتجمع اليمني للإصلاح لمشايخ القبائل ولا يكون عن اقتناع ودراية واستيعاب لبرامج الحزب فغالبية سكان الأرياف اليمنية (حيث يعيش معظم السكان) أميون لا يجيدون القراءة والكتابة،  فقد أعاق علي عبد الله صالح تغلغل الدولة في المجتمع، فلم يؤسس أجهزة الدولة في كثير من المناطق الريفية بل والحضرية، ولم يعمل على احتكار الدولة للاستخدام الشرعي للقوة من خلال تكوين شبكات من علاقات الولاء والتبعية الشخصية مع رموز النخبة التقليدية من شيوخ القبائل والقادة المحليين، وهؤلاء يستطيعون عبر سلطاتهم الاجتماعية السيطرة على أتباعهم، وبالتالي كبح أي محاولة للمطالبة بحقوقهم السياسية والمدنية والاجتماعية والاقتصادية والثقافية.

من اليمين لليسار، علي عبد الله صالح، سنان أبولحوم شيخ مشايخ بكيل وعبد الله بن حسين الأحمر شيخ مشايخ حاشد ووالد صادق الأحمر

توفي شيخ مشائخ حاشد عبد الله بن حسين الأحمر في 2007، وكان أبنائه قد تمتعوا بنفوذ في الدولة من قبل، واستغلوا ذلك لتأمين امتيازات تجارية متعددة، ويعد حميد بن عبد الله الأحمر من أبرز رجال الأعمال في اليمن، ويملك العديد من الشركات ووكيلاً لعدد من الشركات العالمية داخل اليمن، وتعارض نفوذ أبناء عبد الله بن حسين الأحمر مع نفوذ أبناء علي عبد الله صالح، ففي 2009 شكلت لجنة لبيع النفط اليمني في المزاد لمختلف المنافسين وكان أحمد علي عبد الله صالح وراء هذا القرار، ليكسر احتكار حميد الأحمر في ذلك. وتزايدت الخلافات من هذا النوع بين أبناء عبد الله بن حسين الأحمر وأقارب علي عبد الله صالح، ودعم حميد الأحمر وهو القيادي في حزب الإصلاح قيام ثورة الشباب اليمنية، ضد علي عبد الله صالح، وكذلك أخوه صادق الأحمر وأنضم للثورة في ما بعد الجنرال علي محسن صالح، ولم يكن انضمامهم للثورة لأجل الثورة أو للوقوف مع شبابها فقط، وإنما جاء ذلك تبعاً لخلافات سابقة بينهم وبين علي عبد الله صالح، واستغلت الأحزاب قيام الثورة لتحقيق مطالب لهم في الشراكة والحصول على المناصب السياسية التي كانت محتكرة للمؤتمر الشعبي العام، ووقعت الأحزاب السياسية اتفاقية مع الحزب الحاكم رعتها دول الخليج، أدت لإنهاء أزمة سياسية صاحبت ثورة الشباب اليمنية، التي قامت مطالبها ضد الفساد الإداري والمالي والمحسوبية.
حالت الولاءات والعلاقات التي نسجها النظام السياسي، وتطويع القبيلة لصالحه، دون محاولات لبناء مجتمع مدني عن طريق صرف مخصصات مالية و«قبولة» (إنجليزية:Tribalization) القوات المسلحة، وكلها عوامل ساهمت في تفاقم دور القبائل وثقافة الفساد والمحسوبية وتمكن من خلق توازن من نوع ما بين الدولة والقبيلة عن طريق سياسة «الرقص على رؤوس الثعابين» وإشراك قيادات ونخب قبلية في الحكم عن طريق ربطهم به شخصيا في شبكة محسوبية واسعة،  وتلك النخب القبلية تعتمد على الريع المركزي، المالي والعقاري والإداري، التحويلات المالية الحكومية لشيوخ القبائل عبر مصلحة شؤون القبائل، والعقارات التي كان علي عبد الله صالح يأمر بصرفها لهم، والوظائف السياسية والدبلوماسية والإدارية العليا التي يمنحها لهم. أما أفراد القبائل العاديون فإنهم يحصلون على وظائف ريعية في الجيش والأمن، وفي قطاعي التربية والتعليم والصحة. قدرت وكالة التنمية الأميركية عدد الموظفين الوهميين تماماً عام 2006 بحوالي 30000 موظف، من إجمالي الموظفين في الجهاز الإداري للدولة البالغ عددهم آنذاك حوالي 473000 موظف، وقدرت الجنود الوهميين بما يقرب من ثلث جنود القوات المسلحة.

### القبائل والجيش
تاريخياً، كان الجيش اليمني بحاجة دائمة إلى دعم المليشيات القبلية أو ما أصبحت تعرف باسم (اللجان الشعبية) في حروبه الداخلية والخارجية، فهو جيش ضعيف ومفكك، ويفتقد للعقيدة العسكرية رغم أعداد منتسبيه، وغالبية أفراده ولائه قبلي وحزبي قبل أن يكون ولاء عسكري، وعندما قامت ثورة 26 سبتمبر في الشمال لم ترث الدولة الوطنية عن المملكة الإمامية جيشاً وطنياً قوياً، بل إن بعض أفراد الجيش هربوا ووقفوا مع الإمام المخلوع لمحاولة استعادة السلطة، وكانت الثورة بحاجة إلى حماية، فأصدرت الدولة في 1963 «قانون التجنيد»، الذي لم يتم التجنيد وفقاً له.

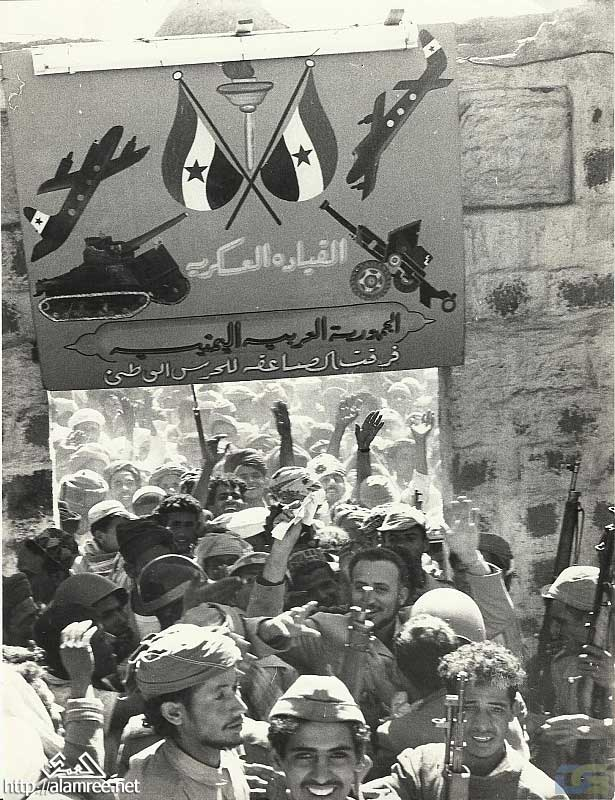
معسكرات "الحرس الوطني"

واختلفت أساليب التجنيد حسب اختلاف البني القبلية، فقد كان المواطنون من «المناطق الوسطى» التي ضعفت فيها الروابط القبلية في تعز وإب بشكل خاص، يتطوعون بشكل فردي، وقد تم تأسيس ما سمي ب«الحرس الوطني» لاستيعابهم، وكانت تشكيلاته تشكيلات نظامية، يخضعون «لهيرركية» عسكرية (سلسلة مراتب)، ويحصل افراده على مرتبات شهرية، ويلبسون ملابس عسكرية، ويخضعون لتدريب عسكري. أما المواطنون من المناطق الشمالية التي تتسم بشدة التمسك بالروابط القبلية، فكانوا يتقدمون للتجنيد بشكل جماعي، تحت قيادة شيوخهم، وقد تم تأسيس ما سمي ب«الجيش الشعبي» لاستيعابهم، والذي على الرغم من إطلاق تسمية نظامية عليه، حيث أطلق عليه تسمية «لواء التحرير». إلا أنه ظل خارج هيكلة الجيش النظامي يقوده فرقة من شيوخ القبائل، بما في ذلك الشيوخ الذين يحتلون مواقع رسمية في أجهزة الدولة العسكرية والمدنية، وتشير بعض المصادر إلى أن الشيخ الراحل عبد الله بن حسين الأحمر وحده كان يقود قوة من 20 ألف قبلي مسلح في الحرب بين الجمهورية والملكية.
يدرك رجال القبائل وشيوخها أن استمرار أدوارهم السياسية يتحدد في ضوء ما تتخذه الدولة من إجراءات في مجال بناء جيش قوي محترف وذي طابع مؤسسي،  لذلك ساهموا في تعويق مؤسسة الجيش، وإبقائه في حالة ضعف، وهو ما جعل الدولة بحاجة دائمة للاستعانة بالجيش الشعبي القبلي ولم يتم بناء جيش قوي قادر على خوض الصراعات والحروب بنجاح، لذلك لم يستغن الجيش عنه في كل المعارك التي خاضها بعد توقف الحرب الملكية الجمهورية في 1970، فكان للمليشيات القبلية «القوات غير النظامية» دور هام في دعم جيش الشمال ضد جيش الجنوب، خلال الحربين اللتين نشبتا بين سلطتي شطرين اليمن عام 1972 و1979. فقبل قيام حرب مارس 1979 بين الشطرين، وجه الرئيس السابق علي عبد الله صالح رسالة إلى الشيخ عبد الله بن حسين الأحمر في 22 فبراير 1979، يطلب منه فيها تعبئة القوى القبلية والاستعداد لمواجهة الأوضاع المضطربة على الحدود. فشيوخ القبائل هم الذين دفعوا السلطة الشمالية لخوض الحرب عام 1972، وبدأت المليشيات القبلية الحرب قبل أن يبدأها الجيش.

دبابات الجيش اليمني في مواجهة مع المقاتلين في تنظيم القاعدة في جنوب اليمن 2012

خلال حرب صيف 1994 كان للجان الشعبية دور هام في دعم الوحدات العسكرية الموالية للوحدة ولعلي عبد الله صالح، في معاركها ضد الوحدات العسكرية الموالية لنائبه علي سالم البيض، وبعد الحرب عممت «مصلحة شؤون القبائل» على المحافظات الجنوبية واعتمد للمدن والأحياء مشائخ وعقال حارات وهو ما لم تعرفة تلك المدن والمحافظات من قبل على الإطلاق.
أستعان الجيش بالمليشيا القبلية في حروب صعدة الستة ضد المليشيات المتمردة «جماعة الحوثي» في محافظتي صعدة وعمران خلال الأعوام "2004 - 2009" واستعانت الحكومة بها مرة أخرى في محاربة تنظيم القاعدة وتم تشكيل فرق قبلية داعمة للجيش في مواجهة تنظيم القاعدة في 2010 في محافظة شبوة ومرة أخرى في محافظة أبين في الفترة "2011 - 2012"،  حيث تمارس اللجان الشعبية في مناطق جنوب اليمن خاصة في محافظة أبين دور كبير في دعم الجيش لمحاربة القاعدة وبعض الأوقات تخوض المعارك بديلاً عنه.
إن حاجة الجيش إلى دعم المليشيات القبلية كانت ولا زالت لا ترجع إلى ضعفه فحسب، بل أيضاً إلى رغبة الجيش في احتواء القبائل أثناء الحروب والمعارك التي يخوضها، وضمان عدم وقوفها إلى جانب الطرف الآخر، فالقبائل اليمنية كانت دائماً على استعداد لدخول الحروب مع أي كان ضد أي كان ، فعلى مدى التاريخ اليمني كان مشائخ القبائل ينظرون إلى الحرب باعتبارها وسيلة إنتاج ، فبعض القبائل التي كانت ملكية خلال ستينات القرن العشرين، تعاونت أواخر السبعينات في ما عرف ب«حرب الجبهة» مع الجبهة الوطنية الديمقراطية، والتي تشكل امتداداً لقوى كانت تحاربها في الستينات  ففرض النظام حينها تجنيداً إجبارياً للكثير من شباب المناطق الوسطى التي تشهد تمرداً واسعاً، من أجل ضمان عدم مشاركتهم أو من لم يُجند من عائلاتهم في التمرد ضد الجيش.
في مقابل دعم المليشيات للنظام في حروبه خلال العقود الأخيرة من القرن العشرين، منح النظام شيوخ القبائل أموالاً وأراضي وسيارات وعقارات، ومنح بعض شيوخ القبائل رتب عسكرية، ودرجات وظيفية في الجهاز الإداري للدولة، وخلال تلك الحروب حصلت القبائل على كمية كبيرة من الأسلحة، وتكتسب مشاركة المليشيات القبلية في الحرب الأهلية عام 1994 أهمية خاصة في هذا المجال، فقد حصلت على كميات كبيرة من الأسلحة من الوحدات العسكرية الموالية للرئيس علي عبد الله صالح آنذاك، وغنمت كميات أُخرى من أسلحة الوحدات العسكرية الموالية لنائبه علي سالم البيض بعد هزيمتها، إلى درجة أن مخزونها من الأسلحة الخفيفة يفوق مخزون الحكومة، فقد قدر مخزن الحكومة من الأسلحة الخفيفة بحوالي 1,500,000 قطعة سلاح بينما قدر ما بيد القبائل بأكثر من 5 ملايين قطعة سلاح  ومعظم هذه الأسلحة بيد قبائل حاشد وبكيل ومشائخها، كانت ولا زالت الطفرة في السلاح لدى القبائل أحد أهم عوامل ضعف الجيش إلغاء حضور الدولة وتهميش دورها ، فتوافر السلاح لدى القبائل عوق الحكومة عن إنجاز وظائف الدولة، كاستخراج الموارد الطبيعية، ومعاقبة الخارجين عن القانون، وتنظيم استخدام المياه. ويعزي زعماء القبائل نفوذهم في مناطق أقل حظوة من نواحي صنعاء مثل رداع أو مأرب إلى غياب البنية التحتية والتهميش المتعمد من الحكومة، وعدم مقدرة الدولة على تثبيت الأمن والاستقرار فيها.

## السعودية والمشايخ

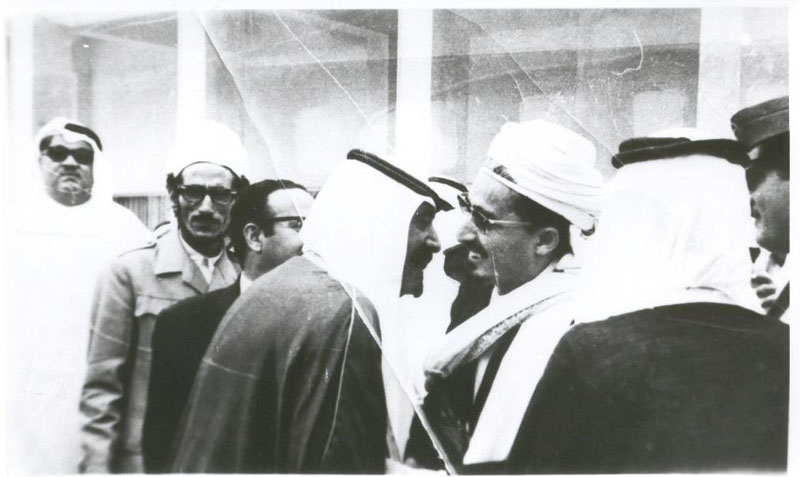
عبد الله بن حسين الأحمر مع الأمير محمد بن أحمد السديري عام 1973، كان مرتب الشيخ الأحمر 1.78 مليون دولار أميركي شهرياً

منذ ستينيات القرن العشرين ومشايخ حاشد المقربين من الأسرة السعودية الحاكمة، يتلقون مبالغ شهرية طائلة يصل مجموعها إلى 60-80 مليون دولار سنويا، كما أشار الدكتور «غريغوري غوس» مدرس العلاقات الدولية بجامعة فرمونت الأمريكية،  كانت الأموال تصرف عن طريق ما يسمى بالـ«لجنة الخاصة»، وهي لجنة استخباراتية سعودية أنشأت لعرقلة الجمهورية، وإنقاذ المملكة المتوكلية اليمنية ولكنها سرعان ما تمكنت من كسب ولاء القيادات القبلية المشاركة في ثورة 26 سبتمبر، وبالذات الشيخ عبد الله بن حسين الأحمر شيخ مشايخ حاشد، الذي كان ذا نفوذ وتأثير كبير على واقع الحياة السياسية والاجتماعية والاقتصادية في اليمن.
ذكر الباحث الآيرلندي فرد هاليداي أن بصمة الرئيس إبراهيم الحمدي كانت رفضه للتدخلات الخارجية في شؤون اليمن الداخلية،  وبالفعل ما أن اُغتيل الحمدي حتى طلب أحمد الغشمي وهو من حاشد بإعادة المرتبات الشهرية،  لم تكن نية الحمدي معادية للسعودية، فقد أراد أن يتبنى سياسة خارجية متوافقة مع الرياض، لكنه تبنى سياسية داخلية معادية لمصالح مشايخ القبائل وحاشد تحديدا، والتي من خلالها مارس النظام السعودي تأثيره على اليمن،  لم تقتصر «المساعدات» على مشايخ قبليين، بل إلى أعضاء أحزاب سياسية، إذ تزايدت شبكة المحسوبية السعودية في اليمن منذ بداية الثمانينات، ليصل مقدار هذه «المساعدات» إلى ثلاثة مليارات ونصف مليار دولار سنوياً، ويقدر عدد المرتبطين بالسعودية مباشرة بالآلاف داخل البلاد،  إذ تلعب النخب القبلية الدور الأكبر في العلاقات اليمنية السعودية لإضعاف مركزية الدولة،  جاء في مذكرات سنان أبو لحوم، شيخ مشايخ بكيل عن كيفية تواصل الموظفين السعوديين في اليمن مع زعماء القبائل وتخصيصهم بالمرتبات الشهرية منهم سنان نفسه، وعن إشارة المستشارين السعوديين للملك فيصل بالتوقف عن دعم بيت حميد الدين لأنهم تمكنوا من «شراء» المشايخ الجمهوريين.
في جنوب اليمن، كانت الظروف مختلفة، فقد كانت العلاقات بين السعودية وجمهورية اليمن الديمقراطية الشعبية (اليمن الجنوبي) متوترة، ولم يكن للسعودية نفوذ داخل تلك الدولة كما الشمال، فقد نجح الحزب الاشتراكي في تحجيم دور الزعامات القبلية والدينية جنوب البلاد، ولكن هذا لا ينفي علاقات السعودية مع أطراف «يمنية جنوبية» كانت مناوئة للحزب الاشتراكي، من أبرزهم السلاطين والمشيخات التي كانت قائمة قبل ثورة 14 أكتوبر، ولكن لم يمنعها «توتر العلاقات» من دعم القوى الانفصالية بقيادة علي سالم البيض عام 1994،  حيث أرادت السعودية حربا أطول ومزيداً من الأموال والأسلحة للانفصاليين،  فأنصار البيض خسروا سريعا ولكن السعودية كانت يريد تسليح ودعم القبائل في الجنوب، ويقولون للأميركيين أنتم لا تعرفون القبائل  وكانت السعودية هي الوحيدة التي اعترفت بجمهورية اليمن الديمقراطية التي أعلنها البيض عام 1994.